# Международная реакция на вторжение России на Украину в 2022 году

Международная реакция на российское вторжение на Украину в 2022 году.
----
Страны, осудившие вторжение
Страны, обвинившие НАТО в провокации конфликта
Нейтральные страны
Неизвестно
----
Россия
Украина

Реакцией на российское вторжение на Украину в 2022 году стало осуждение со стороны большинства стран мира. При этом ряд осуждений был направлен лично президенту России Владимиру Путину за санкционирование военных действий, основанных на не соответствующем действительности представлении об Украине как о неонацистском государстве. Несколько государств (Венесуэла, Мьянма, Никарагуа, Сирия, Северная Корея) поддержали Россию и обвинили НАТО в провокации вторжения. Некоторые страны, в частности, Китай, Индия, ЮАР и ряд государств бывшего СССР заняли нейтральную позицию.

Карта голосования по Резолюции Генеральной Ассамблеи ООН ES-11/1, осуждающей вторжение России на Украину.
----
За
Против
Воздержались
Отсутствовали
Не участники ООН

## Государства
В ходе чрезвычайной специальной сессии Генассамблеи ООН 2 марта 2022 года 141 страна поддержала резолюцию ES-11/1 «Агрессия против Украины», которая осудила российское вторжение. В дальнейшем поддержку абсолютного большинства стран-членов ООН получили резолюция ES-11/2 от 24 марта 2022 года с требованием немедленного прекращения военных действий против Украины (140 стран), резолюция ES-11/4 от 12 октября о защите территориальной целостности Украины (143 страны). 26 апреля 2023 года при поддержке 122 стран была принята резолюция А/77/L.65, в которой Россия была названа страной-агрессором. В числе прочих за неё проголосовали страны, которые Россия считает «дружественными» — Китай, Индия, Турция, Бразилия и почти все постсоветские государства (всего 122 страны). Во всех случаях против резолюций голосовали по пять стран, в их числе были Россия, Беларусь, Сирия, Мали, КНДР, Эритрея и Никарагуа.
В первые месяцы после начала войны страны Европы выслали более 330 российских дипломатов, около 200 из которых — в ответ на резню в Буче. Парламенты Ирландии, Канады, Латвии, Литвы, Польши, Чехии и Эстонии назвали действия российской армии на Украине геноцидом.

### Осуждение России

#### Австралия

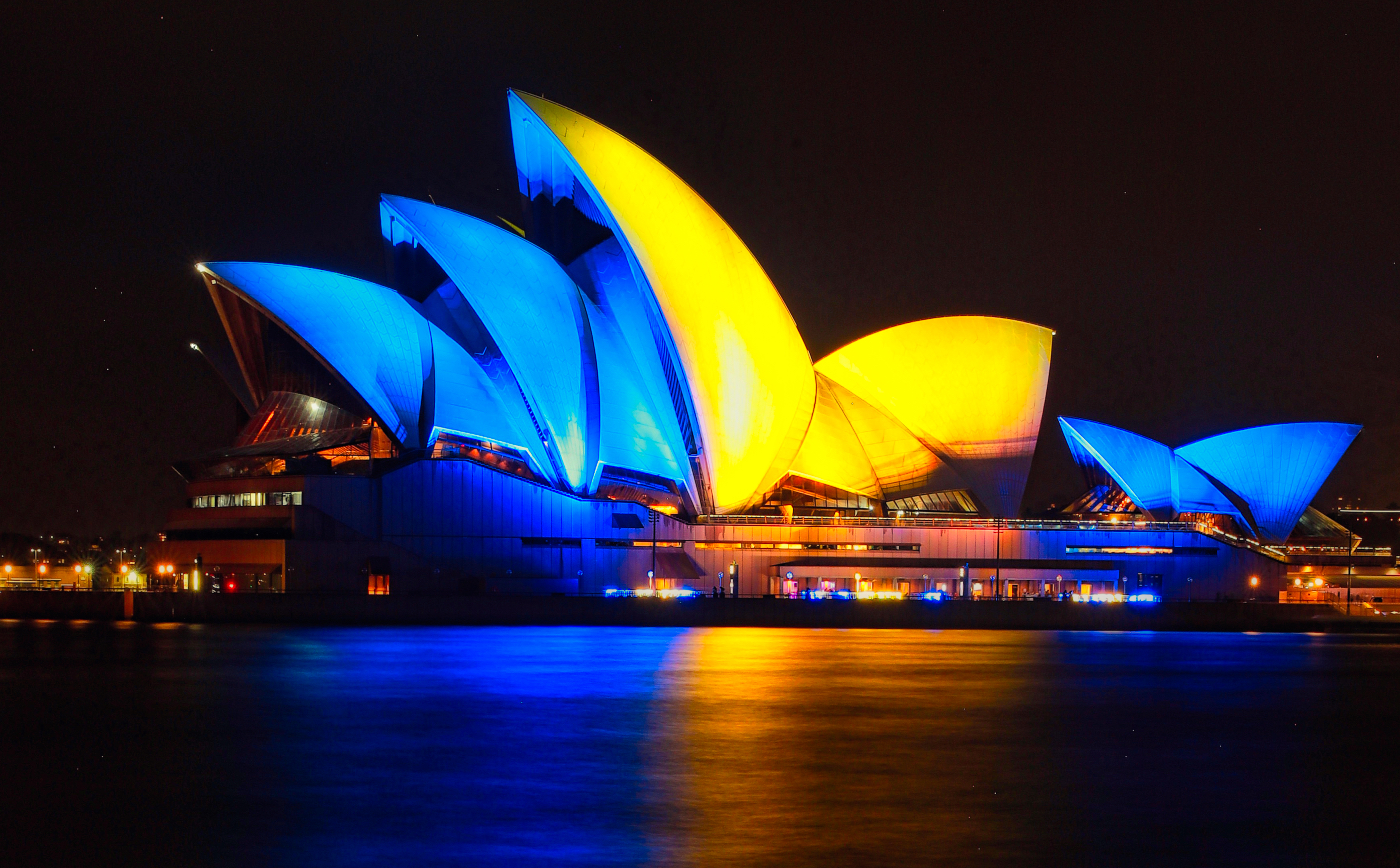
Сиднейский оперный театр в цветах украинского флага, 4 марта 2022 года

Российское вторжение было осуждено всеми политическими силами Австралии — с соответствующими заявлениями 24 февраля выступили премьер-министр от Либеральной партии Скотт Моррисон и лидер оппозиции, председатель Лейбористской партии Энтони Албаниз. За год с начала войны Австралия ввела более 1000 санкций против российских официальных лиц и организаций и приняла почти 5000 украинских беженцев. Австралия поддерживала Украину военными поставками и участвовала в международной программе подготовки украинских военных в Великобритании.

#### Австрия
Австрия осудила российское вторжение и присоединилась к экономическим санкциям против России. С февраля 2022 по апрель 2023 года страна приняла более 90 тысяч украинских беженцев и направила в Украину более 124 млн евро помощи. Австрия осталась привержена закреплённому в её конституции принципу военного нейтралитета (в частности, она не отправляла в Украину летальное вооружение), но на политическом уровне официальные лица страны неоднократно подчёркивали безоговорочную поддержку Украины.
При этом страна попыталась сохранить роль медиатора в мировой дипломатии. Канцлер Карл Нехаммер стал единственным европейским лидером, который лично встретился с Путиным после начала вторжения (в апреле 2022 года) в надежде помочь мирному урегулированию, но переговоры не имели успеха.

#### Албания
Албания осудила признание Россией независимости ДНР и ЛНР и последовавшее вторжение в Украину. Как член Совбеза ООН, страна инициировала резолюцию с осуждением российской агрессии, которую поддержали 13 из 15 его участников (Китай воздержался от голосования, Россия воспользовалась правом вето). Позднее Албания отдельно осудила массовые убийства российскими военными мирных жителей в Буче и других городах Киевской области, сравнив их с этническими чистками, которые сербские войска проводили в Косово в 1999 году. Страна принимала активное участие в разработке международных санкций, за 2022 год приняла 2,6 тысячи украинских беженцев, предоставила грант на обеспечение потребностей украинского бюджета.

#### Американское Самоа
Американское Самоа, как и другие тихоокеанские государства, осудило российское вторжение в Украину. Страна поддержала резолюцию ООН от 2 марта 2022 года.

#### Багамские Острова
Багамские Острова поддержали резолюцию с осуждением российского вторжения и присоединились к санкциям против российских физических лиц и организаций.

#### Болгария
Несмотря на исторически сложившиеся симпатии и тесные связи с Россией, Болгария осудила российское вторжение в Украину. В первые дни войны премьер-министр Кирил Петков отправил в отставку министра обороны Стефана Янева, который высказался против использования термина «война» применимо к российскому нападению на соседнюю страну. В июне 2022 года Болгария провела крупнейшую высылку российских дипломатов после 24 февраля — 70 человек (ещё 10 были высланы в первые дни вторжения). В марте парламент Болгарии (за исключением пророссийски настроенных ультраправых и социалистов) осудил агрессию и поддержал санкции против России.
С первых месяцев войны Болгария секретно оказывала значительную военную помощь Украине, поставляя до 30 % от всего объёма боеприпасов, которые та получала, и обеспечивая 40 % потребностей ВСУ в дизельном топливе. В декабре 2022 года парламент страны проголосовал за открытые военные поставки в Украину.

#### Бразилия
Бразилия стала единственной (на начало 2023 года) страной-членом БРИКС, которая осудила российское вторжение в Украину, поддержав в 2022 году резолюции ООН в поддержку её суеверенитета и территориальной целостности. Бразилия выступила соавтором резолюции A/ES-11/L.7, подчеркнувшей роль России как агрессора, и настояла на добавлении в документ отдельного требования немедленного вывода войск с территории Украины в её международно признанных границах. При этом Бразилия следовала политике «активного неприсоединения», не поддержала санкции, а президент Лула да Силва с пацифистских позиций высказывался против военной помощи Украине и предлагал свою страну в качестве медиатора в переговорах.

#### Бутан
Бутан стал второй после Непала южноазиатской страной, осудившей российское вторжение в Украину. Страна поддержала резолюцию ООН 2 марта 2022 года.

#### Великобритания
Премьер-министр Великобритании Борис Джонсон в обращении нации 24 февраля назвал российское вторжение «атакой на демократию и свободу в Восточной Европе»: «Президент России Путин <…> напал на дружественную страну без какой-либо провокации и без какого-либо веского предлога. Бесчисленные ракеты и бомбы обрушиваются на ни в чём не повинное население». Принц Чарльз, будущий король Карл III, назвал вторжение грубой агрессией, выразил солидарность с жителями Украины и оценил их мужество.
Джонсон заявил, что Лондон и его союзники введут масштабный пакет экономических санкций в отношении России за вторжение на Украину. Британский премьер призвал к коллективному отказу от российских нефти и газа, которые «слишком долго давали Путину рычаг давления на западную политику». Борис Джонсон объявил, что санкции против России включают запрет на полёты «Аэрофлота» в Великобританию и заморозку активов около 100 российских физических лиц и компаний, включая ВТБ, «Ростех» «Уралвагонзавод», «Сибур», «Промсвязьбанк». Анонсируя новый пакет санкций, Джонсон заявил: «В дипломатическом, политическом, экономическом и, в конечном счёте, в военном отношении эта отвратительная и варварская авантюра Владимира Путина должна закончиться провалом».
4 ноября 2022 года председатель Консервативной партии Великобритании Надхим Захави призвал медсестёр согласиться на более низкую прибавку к зарплате, чтобы послать «очень четкий сигнал» президенту России Владимиру Путину. The Telegraph сообщил, что около 100 тысяч медсестёр планируют уволиться 15 и 20 декабря 2022 года, если не будут выполнены их требования по поводу повышения заработной платы. Уэс Стритинг, теневой министр здравоохранения лейбористов, обвинил министров в том, что они «испортили драку с медсёстрами». Кристин Джардин, пресс-секретарь теневого кабинета министров лейбористов, заявила, что было смехотворно и оскорбительно предполагать, что Владимир Путин несёт ответственность за забастовку медсестёр.

#### Гана
Министр иностранных дел Ганы Ширли Айоркор Ботчуэй осудила вторжение.

#### Германия

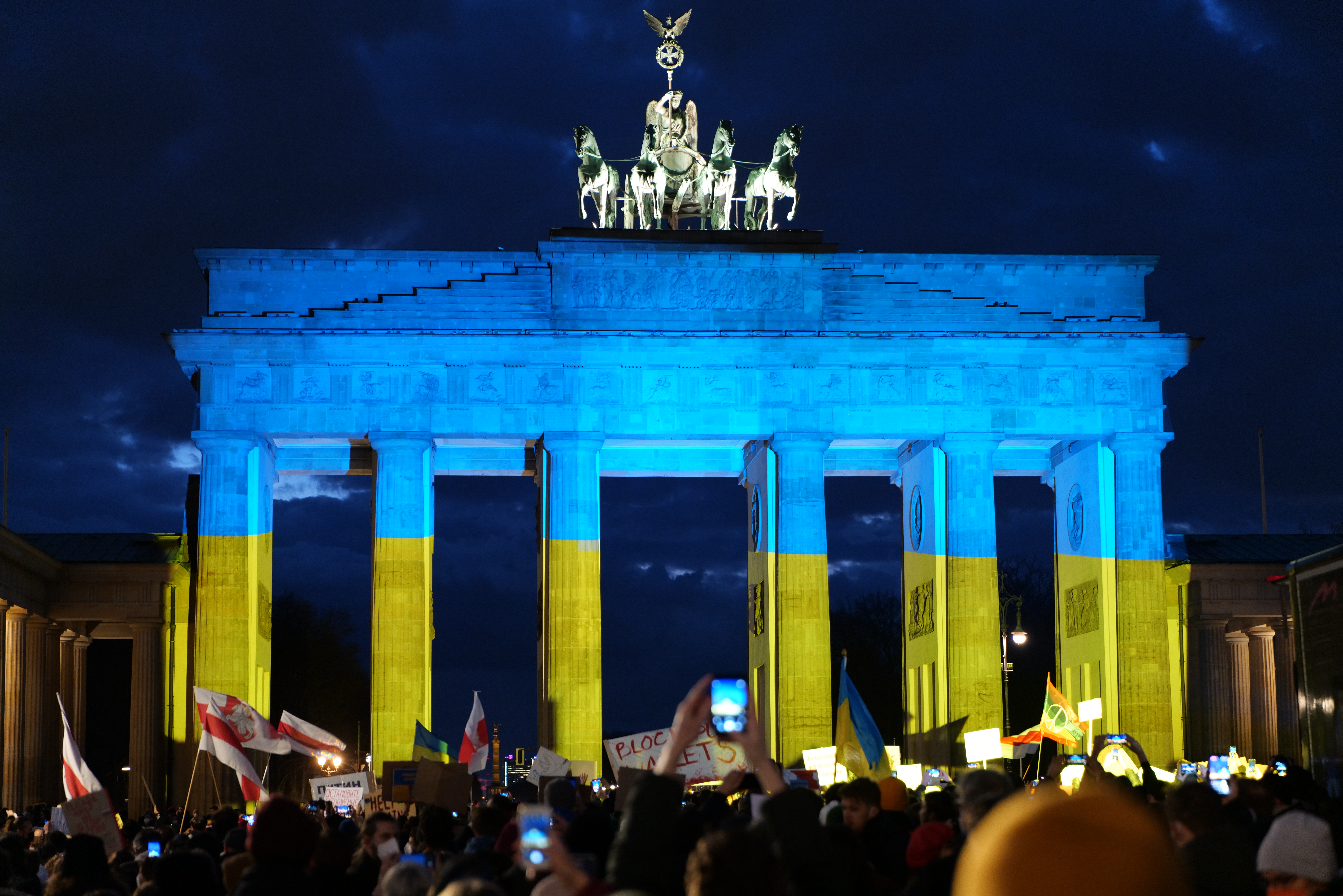
Митинг в Берлине у Бранденбургских ворот в поддержку Украины

Канцлер ФРГ Олаф Шольц потребовал немедленного прекращения боевых действий со стороны России на территории Украины и выразил свою солидарность с украинским народом. 26 февраля Германия сняла запрет на поставки на Украину через третьи страны оружия немецкого производства.

#### Гватемала
Гватемала отозвала своего посла из России.

#### Греция
24 февраля президент Греции Катерина Сакелларопулу сказала что «мы решительно осуждаем нападение России на независимую страну», потому что это «явное нарушение международного права и наших ценностей». 8 марта в Международный женский день она появилась в парламенте Греции в платье цвета украинского флага в честь украинских женщин, пострадавших от войны.
26 февраля премьер-министр Греции Кириакос Мицотакис сообщил, что в этот день в результате ударов российской авиации вблизи Мариуполя погибли 10 этнических греков — гражданских лиц, и потребовал немедленно прекратить бомбардировки. МИД Греции высказал резкий протест послу России и вызвал его 28 февраля в министерство.
27 февраля на встрече премьер-министра с министром обороны Николасом Панайотопулосом было принято решение, с учётом консультаций с партнёрами по ЕС и союзниками по НАТО, ответить на запрос Украины и в течение дня отправить для неё на двух военно-транспортных самолётах Локхид C-130 «Геркулес» оборонное снаряжение. Кроме того, в течение дня должна быть отправлена гуманитарная помощь.
В июле 2022 года российский посол в Греции Андрей Маслов заявил, что российско-греческие отношения полностью разрушены.

#### Грузия
Президент Грузии Саломе Зурабишвили 24 февраля заявила, что грузинский народ потрясён российской агрессией, и выразила поддержку Украине. В тот же день нападение осудили премьер-министр Ираклий Гарибашвили и спикер парламента Шалва Папуашвили.
24 февраля Зурабишвили сочла необходимым созвать Совет национальной безопасности, но Гарибашвили отказался делать это, заявив, что стране ничто не угрожает. Кроме того, он заявил, что Грузия не присоединится к санкциям против России, мотивировав это противоречием национальным интересам Грузии. После этого оппозиционные партии «Дроа» и «Гирчи — Больше Свободы» провели акции протеста перед канцелярией премьер-министра с требованием к нему подать в отставку.

#### Египет
Египет осудил российское вторжение в Украину и поддержал резолюцию ООН от 2 марта 2022 года с требованием прекращения агрессии и октябрьскую резолюцию в поддержку территориальной целостности Украины. Вместе с тем страна воздержалась от голосования за исключение России из Совета ООН по правам человека и отказалась присоединяться к санкциям, введённым без решения Совбеза ООН (в котором Россия имеет право вето). Позиция Египта в отношении российско-украинской войны укладывалась в линию внешней политики, которой президент Ас-Сиси следовал после победы на выборах в 2013 году — балансирование между странами Запада и Востока. Страна тесно сотрудничала с США и ЕС в военной, экономической и политических сферах, Россия некоторое время была её основным поставщиком вооружений и планировала строить в Египте АЭС. Кроме того, Египет оставался крупнейшим в мире импортёром пшеницы, 70 % потребления которого обеспечивала Россия, и ещё 11 % — Украина.

#### Израиль
Министр иностранных дел и заместитель премьер-министра Яир Лапид назвал нападение России на Украину грубым нарушением международного порядка. Израиль осудил нападение и высказал готовность оказать гуманитарную помощь гражданам Украины. Он подчеркнул, что «Израиль — это страна, которая пережила войны, а война — не способ разрешения конфликтов». Премьер-министр Израиля Нафтали Беннет прямо не осудил Россию, но заявил, что «наши сердца с мирными жителями востока Украины, которые оказались в этой ситуации». Он призвал прекратить насилие и предложил оказать гуманитарную помощь Украине.

#### Индонезия
Пресс-секретарь министерства иностранных дел Индонезии Теуку Фаизасьях выразил обеспокоенность Индонезии эскалацией конфликта. Индонезия призвала Россию уважать суверенитет и территориальную целостность Украины. Президент Индонезии Джоко Видодо также написал в Твиттере: «Остановите войну. Война приносит страдания человечеству и подвергает опасности мир». 24 февраля 2022 г. было объявлено, что правительство Индонезии рассматривает возможность введения санкций против России за вторжение России на Украину. Совет народных представителей также выступил с осуждающим заявлением.

#### Испания

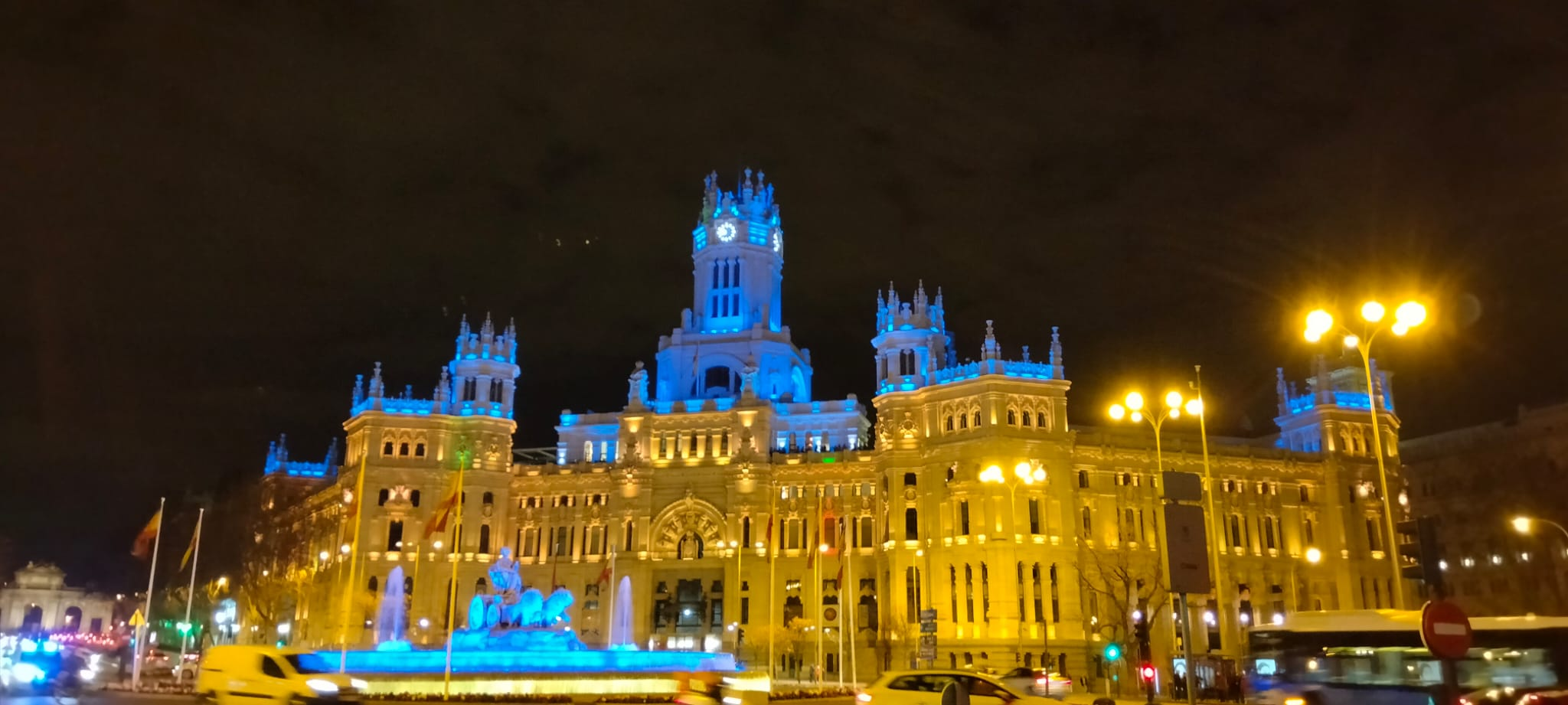
Городской совет Мадрида в цветах украинского флага

Премьер-министр Испании Педро Санчес сообщил, что правительство страны «осуждает российскую агрессию против Украины и выражает солидарность с украинским правительством и народом», а также заявил, что вторжение будет иметь далеко идущие последствия и не может пройти безнаказанным. Испания направила Украине оружие и боеприпасы.

#### Италия
Премьер-министр Италии Марио Драги назвал нападение России на Украину самой серьёзной угрозой евроатлантической безопасности за десятилетия и сообщил о готовности ввести дополнительные санкции против России, в том числе её олигархов и Центрального банка. Приведение Россией своих средств ядерного сдерживания в состояние повышенной готовности Драги расценил как шантаж.
После отставки Драги и прошедших 25 сентября парламентских выборов к власти пришла правая коалиция, многих участников которой СМИ характеризовали как сторонников Путина. В коалицию вошли партии «Братья Италии», «Лига» и возглавляемая Сильвио Берлускони «Forza Italia». Отмечено, что коалиция характеризуется пророссийскими настроениями многих её участников.

#### Канада
Премьер-министр Канады Джастин Трюдо заявил: «Канада самым решительным образом осуждает вопиющее нападение России на Украину. Эти неспровоцированные действия являются явным дальнейшим нарушением суверенитета и территориальной целостности Украины. Они также нарушают обязательства России по международному праву и Уставу ООН».
Канада ввела санкции против высших должностных лиц РФ, ключевых сотрудников «Газпрома» и «Роснефти» и других физических лиц и организаций, а также отказалась от импорта российской нефти и направила Украине оружие и прочую поддержку. 27 апреля канадский парламент единогласно признал действия России на Украине геноцидом, отметив многочисленные доказательства систематических и массовых военных преступлений.

#### Катар
Катар выступил со-спонсором (то есть со-инициатором) резолюции Генеральной ассамблеи ООН с осуждением России от 2 марта 2022 года, а также подписал резолюции о гуманитарных последствиях российского вторжения и осудил аннексию украинских территорий. Власти Катара призывали к разрешению конфликта дипломатическим путём для обеспечения суверенитета, территориальной целостности и международно признанных границ Украины.

#### Кувейт
Кувейт принял участие в совместном заявлении под руководством США после голосования по резолюции Совета Безопасности ООН об агрессии России в отношении Украины.

#### Латвия
Министр иностранных дел Латвии Эдгар Ринкевич отозвал посла Латвии из России и приостановил выдачу виз гражданам России, кроме случаев, связанных с особыми гуманными соображениями.
24 февраля Латвия запретила трансляцию каналов «Россия 1» и «Россия 24» на своей территории. Кроме того, на три года запрещена ретрансляция каналов «ТВ Центр» и РБК. 28 февраля вещание телеканала Мир 24 прекращено на 5 лет, а RTVi — на 1 год. 7 марта запрещена ретрансляция 18 телеканалов, связанных с Газпром-медиа.
4 апреля 2022 года Латвия приняла решение о понижении уровня дипломатических отношений с Россией «в связи с преступлениями, совершенными вооружёнными силами России в Украине». 21 апреля Сейм Латвии единогласно поддержал заявление о российской агрессии и военных преступлениях на Украине, назвав действия России геноцидом против украинского народа.

#### Лесото
Лесото приняло участие в совместном заявлении с США после голосования по резолюции Совета Безопасности ООН об агрессии России в отношении Украины.

#### Либерия
Либерия осудила вторжение.

#### Ливан
Министерство иностранных дел Ливана 24 февраля осудило военное вторжение России на Украину и призвало Москву «немедленно прекратить военные действия».

#### Ливия
Министр иностранных дел Наджла Мангуш осудила военное вторжение России в Украину как нарушение международного права и призвала Москву «успокоиться и отступить».

#### Литва

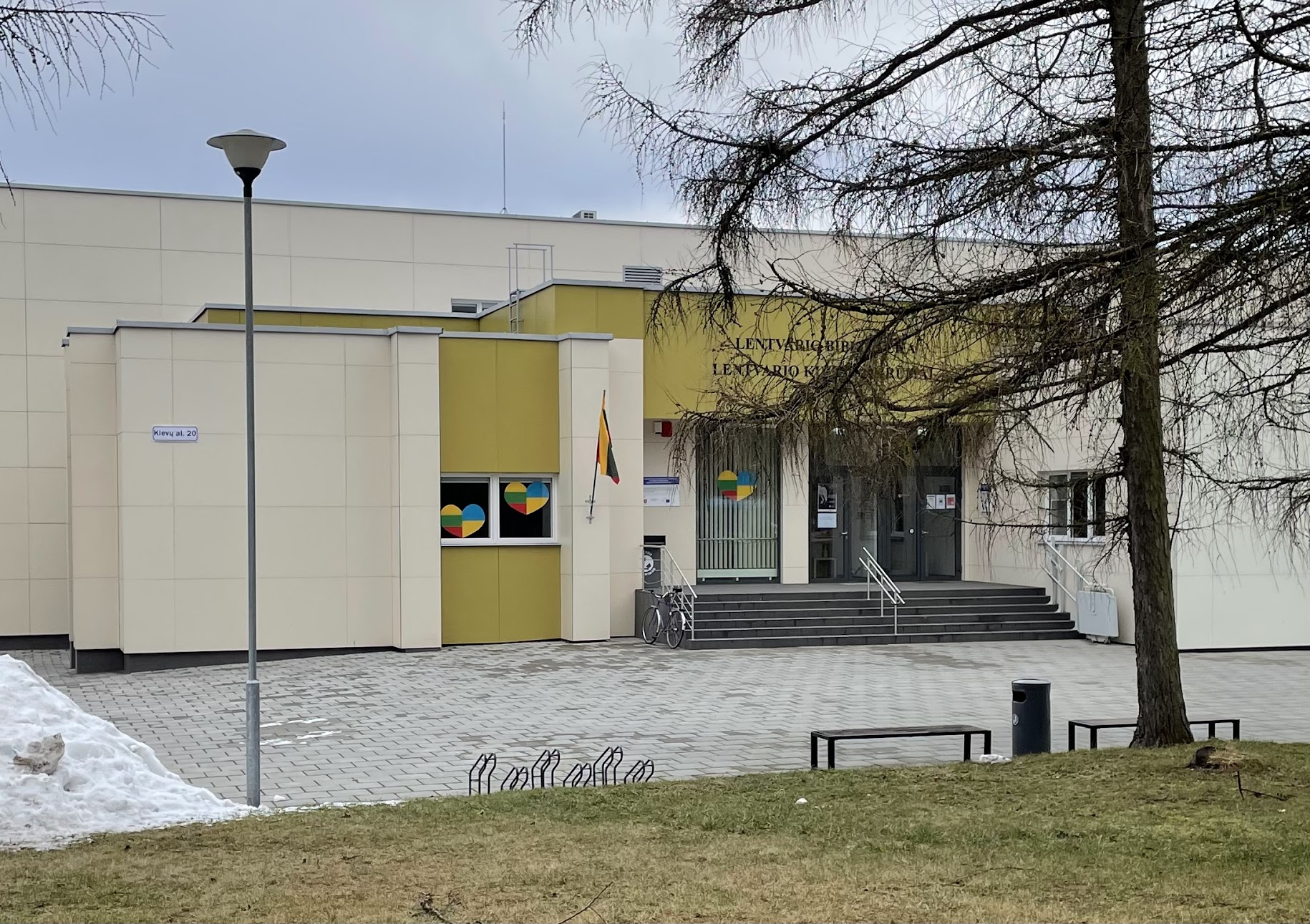
Литва, Лентварис. Флаги в поддержку Украины на местном доме культуры

Президент Литвы Гитанас Науседа подписал декрет о введении режима ЧП на территории страны.
Министр обороны Арвидас Анушаускас сообщил, что по примеру других стран НАТО Литва эвакуировала с территории Украины 40 своих военных инструкторов, занимавшихся обучением украинских военных применению переносных зенитных ракетных комплексов Stinger из партии, переданной Украине 13 февраля.
25 февраля во многих крупных городах Литвы прошли митинги в поддержку Украины под общим названием «Сияет свобода». Люди прошлись по главным улицам Вильнюса, собирались возле Сейма и в сквере им. Бориса Немцова у российского посольства.

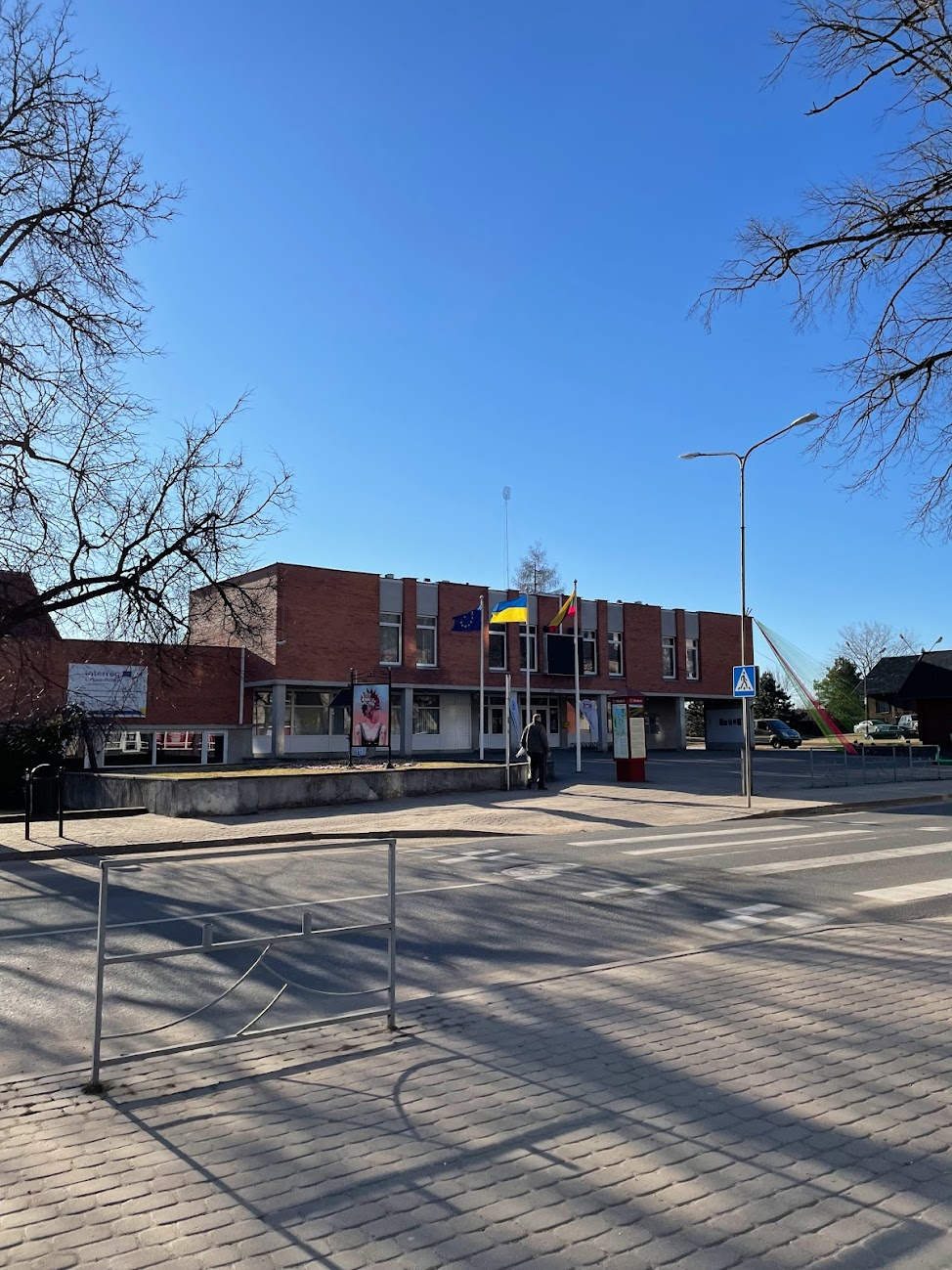
Украинский флаг, дом культуры г. Тракай

Ряд литовских сетевых изданий (LRT.lt, Delfi.lt, 15min.lt и Lrytas.lt, tv3.lt, Madeinvilnius.lt. VE.lt, Kaunas.kasvyksta.lt, Etaplius.lt) выразили солидарность с украинскими журналистами и редакциями, работающими на фронте, и сообщают им о готовности помочь. В тот же день на территории Литвы была запрещена ретрансляция российских государственных телеканалов «РТР Планета», «Россия 24», «НТВ Мир» и белорусского «Беларусь 24» (на пять лет), «РБК» и «TVCI» (на три года). Солидарность выразила и клайпедская радиостанция «Радуга», прекратив вещание любой продукции России.
4 апреля 2022 года Литва приняла решение о понижении дипломатических отношений с Россией «в ответ на военную агрессию России против суверенной Украины и зверства, совершенные российскими вооружёнными силами в различных оккупированных украинских городах, в том числе чудовищную бойню в Буче». Литва высылает российского посла, отзывает своего посла и закрывает консульство России в Клайпеде.
10 мая Сейм Литвы, отметив, что российские военные «сознательно и систематически выбирают гражданские объекты для бомбардировок», признал Россию «государством, поддерживающим и осуществляющим терроризм», а её военные действия против Украины — геноцидом украинского народа.

#### Малайзия
24 февраля МИД Малайзии выпустил заявление о недопустимости любой неспровоцированной агрессии против суверенного государства, а 2 марта страна поддержала резолюцию Генассамблеи ООН с осуждением российского вторжения. Позднее Малайзия призвала Россию и Украину к диалогу и поддержала инициативу по мирным переговорам в Беларуси. Хотя страна воздержалась от более значимых заявлений, она исполняла международные санкции против России. Так для российских судов, связанных с попавшими под санкции структуры, был закрыт доступ в малайзийские порты.

#### Молдова
Президент Молдовы Майя Санду заявила, что осуждает агрессию Российской Федерации против Украины в самых решительных терминах. Министр иностранных дел Молдовы Николай Попеску по итогам разговора с грузинским коллегой Давидом Залкалиани заявил о совместном осуждении войны, развязанной Российской Федерацией против Украины, и подтвердил поддержку суверенитета и территориальной целостности Украины в пределах её международно-признанных границ.
Парламент Молдовы на фоне событий на Украине ввёл чрезвычайное положение на 60 дней. Власти Приднестровской Молдавской Республики сообщили, что не видят оснований для введения ЧП. Молдова, вслед за Украиной, закрыла своё воздушное пространство, все самолёты перенаправляются в другие аэропорта.
С утра 24 февраля на молдавско-украинской границе образовались длинные очереди машин с беженцами из Украины. Президент Майя Санду объявила, что Молдова готова принять около 10 тысяч беженцев, а при необходимости и больше. Вблизи населённых пунктов Паланка и Окница власти Молдовы организовали временные лагеря для беженцев. Приднестровская администрация сообщила, что для украинских беженцев готовят гостиницы и санатории.

После освобождения Бучи украинскими войсками власти Молдовы объявили 4 марта днём траура.
Невозможно смотреть на зверства в Буче и других украинских городах. Шокирована жестокостью по отношению к мирному населению. Молдова решительно осуждает эти преступления против человечества, эту незаконную и неспровоцированную войну против Украины. Молдова объявляет завтра день траура по всем погибшим в Украине.Майя Санду

#### Непал
МИД Непала выступил против вторжения России на Украину, поскольку принципы суверенитета и территориальной целостности должны соблюдаться в полной мере.

#### Норвегия

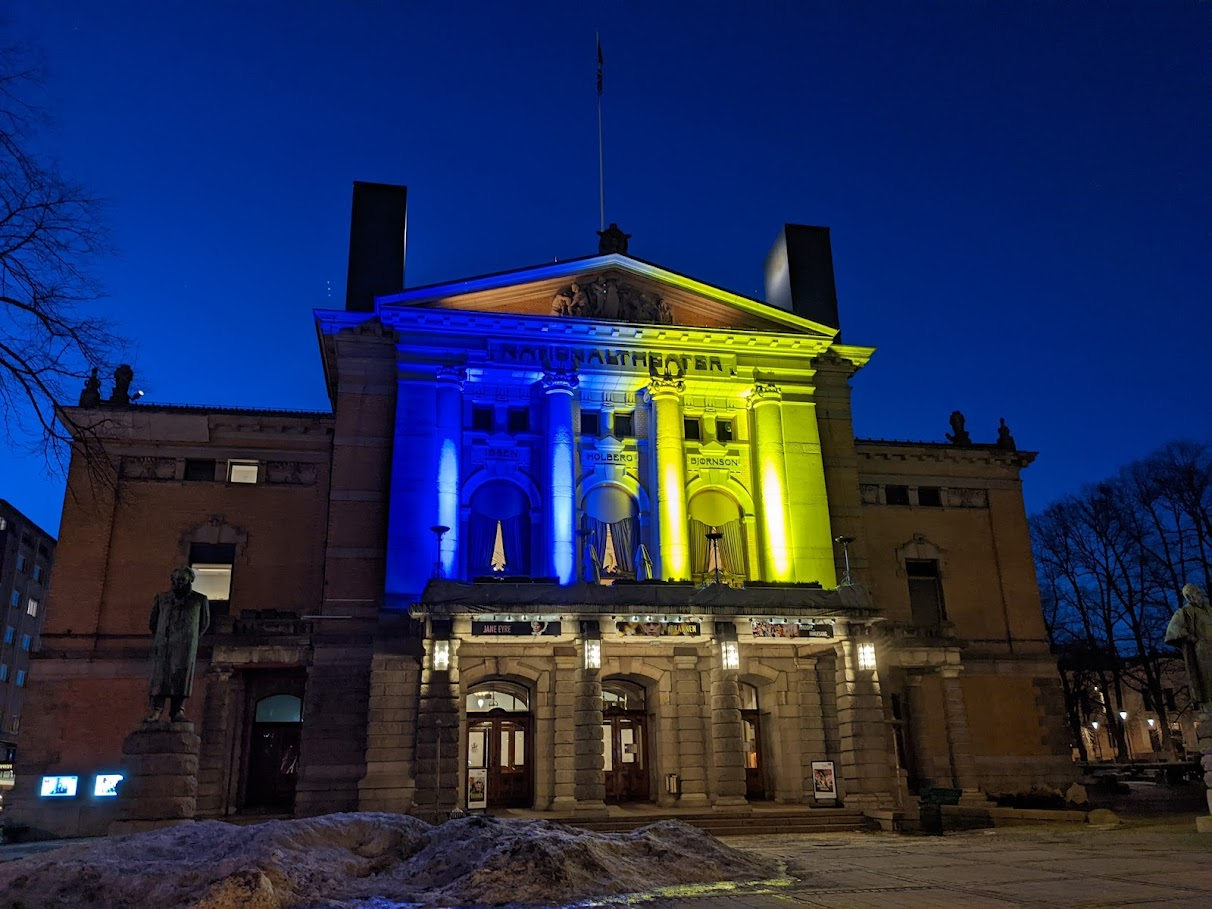
Норвежский национальный театр в цветах украинского флага, 3 марта 2022 года

Премьер-министр Норвегии Йонас Гар Стёре осудил нападение, отметив множество смертей, беженцев и разрушения инфраструктуры. Правительство страны решило выделить Украине гуманитарную помощь и военное снаряжение, отойдя от существовавшей с 1950-х годов политики непредоставления оружия воюющим странам, не входящим в НАТО. Кроме того, 18 марта Норвегия объявила о самом обширном пакете санкций, когда-либо ею введённом, который затрагивает финансовый, энергетический, транспортный, технологический и оборонный сектора экономики России, а также сотни лиц и организаций.

#### Нигерия
Как и другие демократические африканские страны, Нигерия осудила российское вторжение в Украину и аннексию. Президент страны отмечал, что страна присоединится к международным санкциям, если те будут инициированы ООН.

#### Объединённые Арабские Эмираты
Объединённые Арабские Эмираты поддержали резолюции Генассамблеи ООН, осуждающие российское вторжение, российские атаки, направленные против мирных жителей и гражданской инфраструктуры, и аннексию территорий Украины в 2022 году, а также резолюцию с требованием вывода войск в феврале 2023 года. В остальных вопросах страна заняла умеренно-нейтральную позицию, в основе которой были её интересы на Ближнем Востоке. Хотя формально ОАЭ не присоединились к международным санкциям, финансовый сектор страны значительно ужесточил комплаенс для клиентов из России, а ЦБ отзывал лицензии у российских банков из-за санкционных рисков.

#### Польша

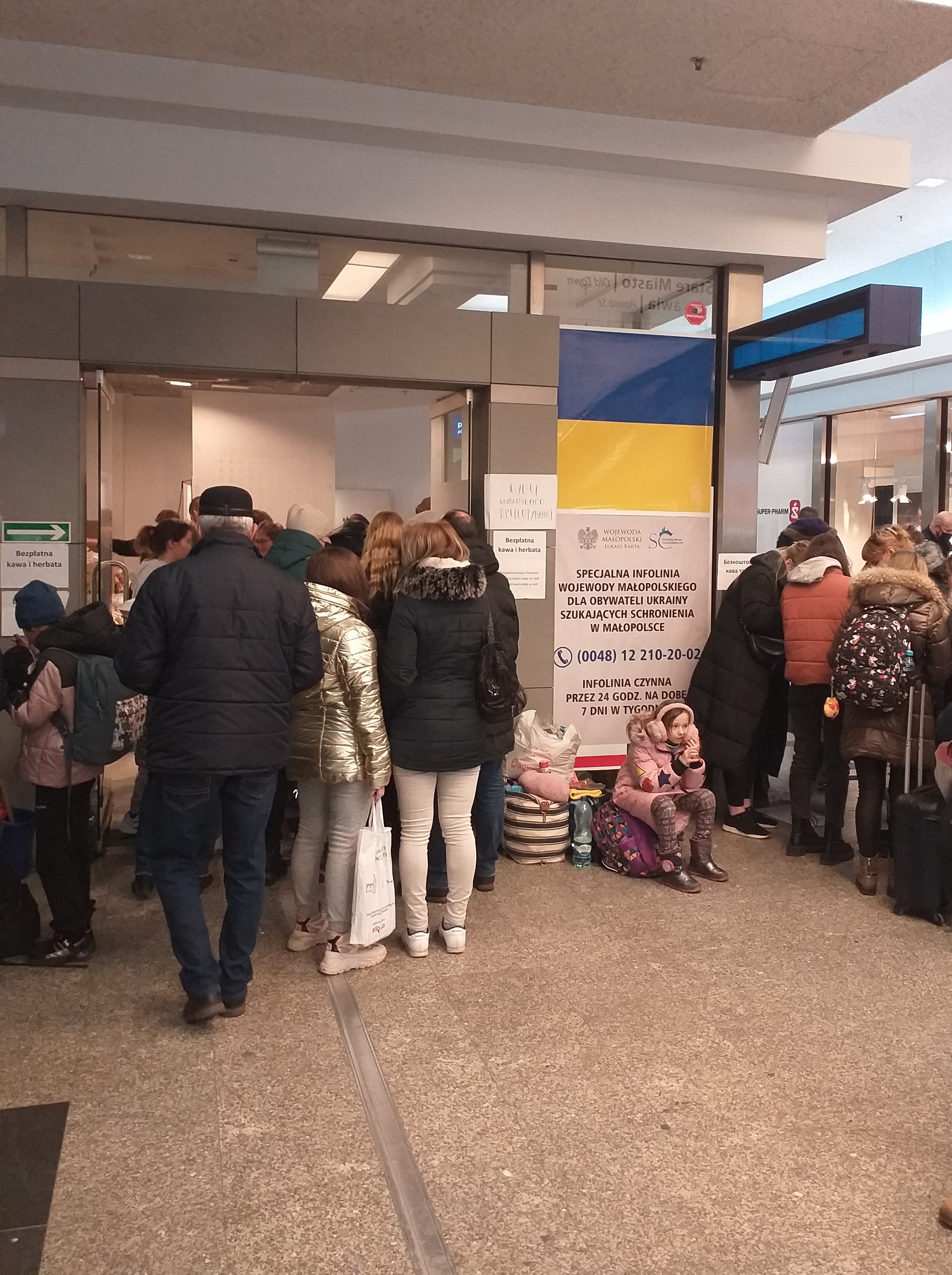
Пункт гуманитарной помощи в Кракове, Польша

Президент Польши Анджей Дуда не исключил ограничение возможности путешествий гражданам России. Ранее глава государства призвал к серьёзным политическим и экономическим санкциям против России. Закрыто воздушное пространство для российских самолётов. 23 марта Сейм Республики Польша назвал Владимира Путина военным преступником.
Национальный совет по телерадиовещанию запретил вещание телеканалов «Россия 24», «РТР Планета», «Союз», RT и RT Documentary на территории Польши. Вещание российских СМИ запрещено как по кабельным сетям, так и по спутнику, и на местных интернет-площадках.
Польша передала Украине колонну военной помощи. Первый пакет составил 100 штук 60-мм миномётов и 1500 штук боеприпасов к ним, 8 комплектов беспилотных летательных аппаратов, 152-мм кумулятивные боеприпасы и боеприпасы к автоматическим орудиями, а также шлемы. Кроме того, польская сторона выразила готовность передать Украине противотанковые ракетные комплексы FGM-148 Javelin и автоматы FB MSBS Grot.

#### Саудовская Аравия
Заместитель министра иностранных дел Саудовской Аравии Валид Аль-Херейджи и заместитель госсекретаря США Венди Шерман 24 февраля обсудили создание «решительного международного ответа в поддержку суверенитета Украины», сообщается на сайте Госдепартамента США.

#### Северная Македония
24 февраля премьер-министр Северной Македонии Димитар Ковачевский осудил действия России на Украине.

#### Сербия
Сербские власти прямо заявляли о своей не-нейтральности в контексте российского вторжения в Украину и поддержали все международные резолюции с осуждением агрессии против Украины и аннексии украинских территорий, а также выступили за исключение России из Совета ООН по правам человека. При этом страна отказалась присоединяться к международным санкциям, и уже после начала войны подписала соглашение об импорте российского газа по ценам, привязанным к цене на нефть (что на фоне газового конфликта между Россией и ЕС означало цены на порядок ниже спотовых). Неготовность вводить санкции стала препятствием для курса Сербии на вступление в Европейский союз, поскольку одним из требований ЕС было приведение внешней политики и позиций по ключевым вопросам в соответствие с общеевропейской.
Позиция Сербии объяснялась зависимостью от России в ряде экономических и политических вопросов. Так на 2022 год Сербия импортировала из России 90 % природного газа и 40 % нефти, а «Газпром» был главным акционером крупнейших сербских НПЗ. Поддержка России в международных организациях, включая право вето в Совбезе ООН, была принципиально важна для международной изоляции Республики Косово. При этом сербские власти подчёркивали возможность пересмотра решения о санкциях при изменении политической и экономической ситуации. К началу 2023 года был достигнут значительный прогресс в урегулировании статуса Косово по плану, предложенному Германией и Францией, и необходимые решения получили одобрение парламента Сербии.
Президент Сербии Александр Вучич сравнил нападение России на Украину с бомбардировками НАТО Югославии 1999 года.

#### Сингапур
Министерство иностранных дел Сингапура заявило, что «суверенитет и территориальная целостность Украины должны уважаться» и, что «все заинтересованные стороны должны продолжать диалог, в том числе дипломатическими средствами, для мирного урегулирования спора в соответствии международному праву и избегать действий, которые ещё больше обострят напряжённость в регионе».

#### США

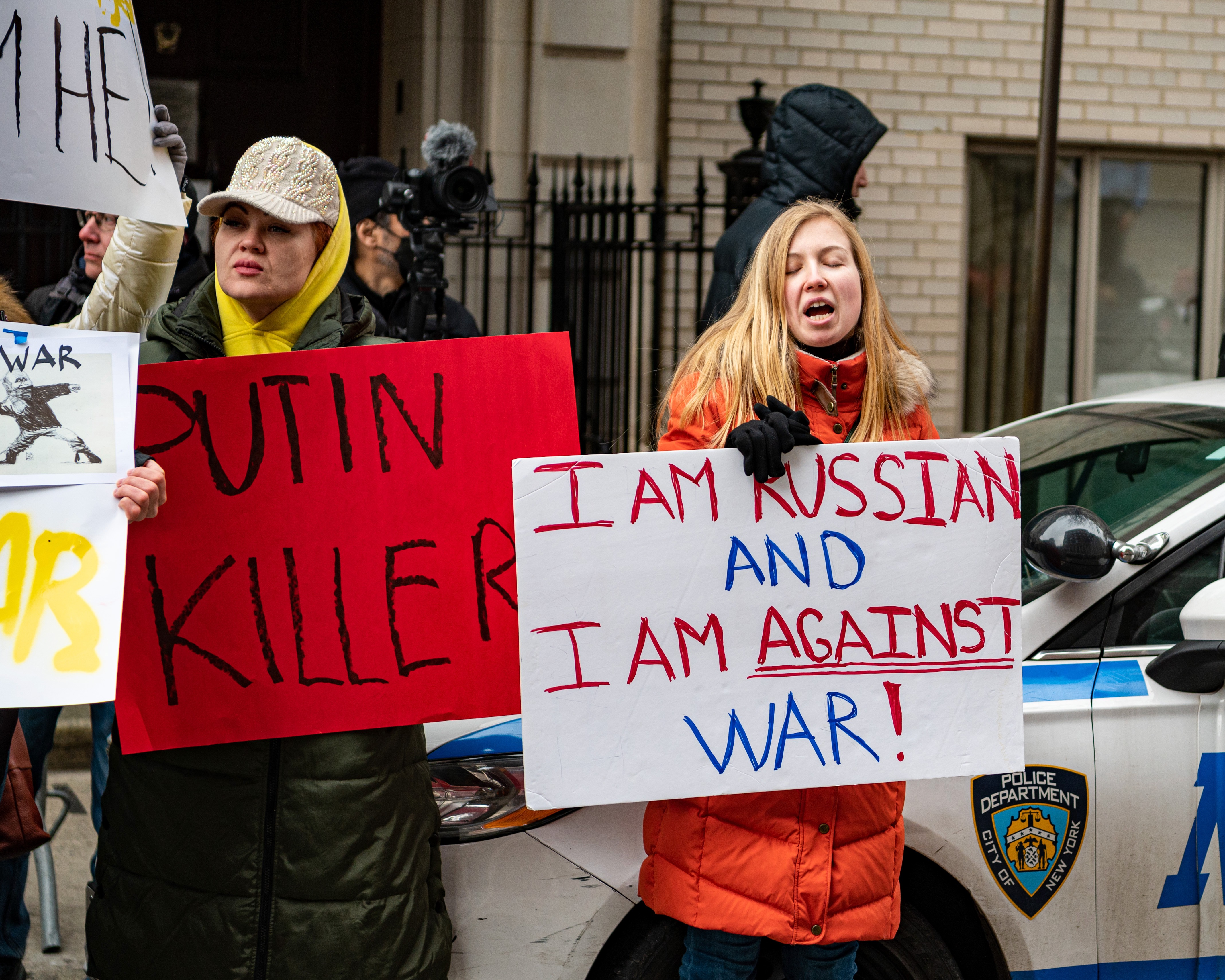
Демонстрация у российского генерального консульства в Нью-Йорке 25 февраля 2022 года. На плакате у женщины написано: «Я русская и я против войны!»

Президент США Джо Байден выступил 24 февраля с обращением по вводу войск России на Украину: «Российские военные начали жестокое нападение на народ Украины без провокации, без оправдания, без необходимости. <…> Путин агрессор. Путин выбрал эту войну. И теперь он и его страна будут нести последствия».
Обвинив Россию в неспровоцированном и неоправданном нападении на Украину, Байден также анонсировал встречу лидеров стран «Большой семёрки». 15 марта Сенат США единогласно принял резолюцию, осуждающую Владимира Путина как военного преступника, а 16 марта его так назвал и Джо Байден.
В августе 2022 года Томас Фридман со ссылкой на источники в администрации Байдена заявил о «глубоком недоверии», существующем между Зеленским и Белым домом.
8 декабря 2022 года секретарь Совета национальной безопасности Джон Кирби заявил об обеспокоенности США возможной эскалацией. По оценке Bloomberg, опасения связаны с возможным применением Россией ядерного оружия в качестве ответа на атаки, в случае если они продолжатся. Кирби заявил, что США не призывали к подобным атакам и доносили свои опасения до представителей Украины, но те приняли решение самостоятельно.

#### Таиланд
Таиланд поддержал резолюцию с осуждением российского вторжения в Украину и резолюцию о гуманитарных последствиях агрессии, но воздержался от голосования за исключение России из Совета ООН по правам человека и осуждения аннексии оккупированных территорий Украины. Постпред страны в ООН объяснила отказ от участия в последнем голосовании опасениями, что широкое осуждение может навредить конструктивному диалогу, но отметила приверженность Таиланда принципам суверенитета и территориальной целостности государств и неприятие использования силы для неспровоцированной аннексии.
Нежелание Таиланда выбирать сторону в конфликте отражало пассивную внешнюю политику страны в последние десятилетия, когда на фоне политических кризисов, завершившихся государственными переворотами в 2006 и 2014 годах, приоритетом для политического истеблишмента были внутренние дела страны.

#### Тайвань
Президент Цай Инвэнь заявила: «Наше правительство осуждает нарушение Россией суверенитета Украины и призывает все стороны продолжать разрешать споры мирными и рациональными средствами». Министерство иностранных дел Тайваня объявило, что Тайвань присоединится к международным санкциям против России, и выразило сожаление по поводу решения России «использовать силу и устрашение для запугивания других вместо разрешения споров путём мирных дипломатических переговоров».

#### Турция
Президент Турции Реджеп Тайип Эрдоган резко осудил нападение, назвав его неприемлемым «ударом по миру и региональной стабильности» и заявив о недостаточной решительности НАТО и ЕС в деле помощи Украине. В день вторжения Эрдоган провёл заседание по вопросам безопасности, участники которого, обсудив международные усилия по прекращению вторжения России на Украину, расценив его нарушающим нормы международного права, угрожающим безопасности в регионе и мире в целом, подчеркнули готовность к дальнейшей поддержке политического единства, суверенитета и целостности Украины. В сентябре Эрдоган заявил, что все захваченные Россией территории, включая Крым, должны быть возвращены Украине.
25 февраля МИД Турции разрешил российским кораблям возвращаться на свои базы через проливы Босфор и Дарданеллы, в то же время упомянув своё право согласно конвенции Монтрё 1936 года отказывать в проходе в Чёрное море кораблям, не базирующимся там постоянно.

27 февраля, когда война начала приобретать катастрофические масштабы, глава МИД Турции Мевлют Чавушоглу выступил с заявлением:
Это не военная операция, теперь это официально превратилось в войну.
И в тот же день, согласно конвенции Монтрё, Турция закрыла проливы Босфор и Дарданеллы для прохода военных кораблей Украины и России.

#### Федеративные Штаты Микронезии
Правительство Федеративных Штатов Микронезии, ассоциированного с США тихоокеанского государства, разорвало дипломатические отношения с Россией, а также выразило солидарность с народом и властями Украины.

#### Филиппины
Несмотря на то, что в годы своего правления президент Родриго Дуэрте сосредоточился на развитии отношений с Китаем и Россией в противовес долгосрочному стратегическому партнёрству с США, вторжение в Украину стало переломным моментом. Филиппины поддержали резолюцию ООН с решительным осуждением России, призвали к миру и подчеркнули, что тот не может быть достигнут, пока нападающий не прекратит агрессию. Филиппинские дипломаты также осудили подпитывание сепаратизма и сецессии как средства дипломатии, поскольку последние неизменно приводят к росту жестокости. В дальнейшем Филиппины также поддержали резолюцию с осуждением аннексии украинских территорий. Накануне ухода с поста президента Дуэрте прокомментировал события в Украине и назвал президента России Владимира Путина убийцей детей и стариков.
Как и другие страны Юго-Восточной Азии, Филиппины имеют неразрешённые территориальные противоречия с Китаем. И вторжение России в Украину могло стать опасным прецедентом. Отчасти с этим был связан разворот, в ходе которого Дуэрте заявил, что в случае, если США окажутся вовлечены в войну, Филиппины будут готовы предоставить военную инфраструктуру в соответствии с соглашением о взаимной обороне от 1951 года.

#### Франция

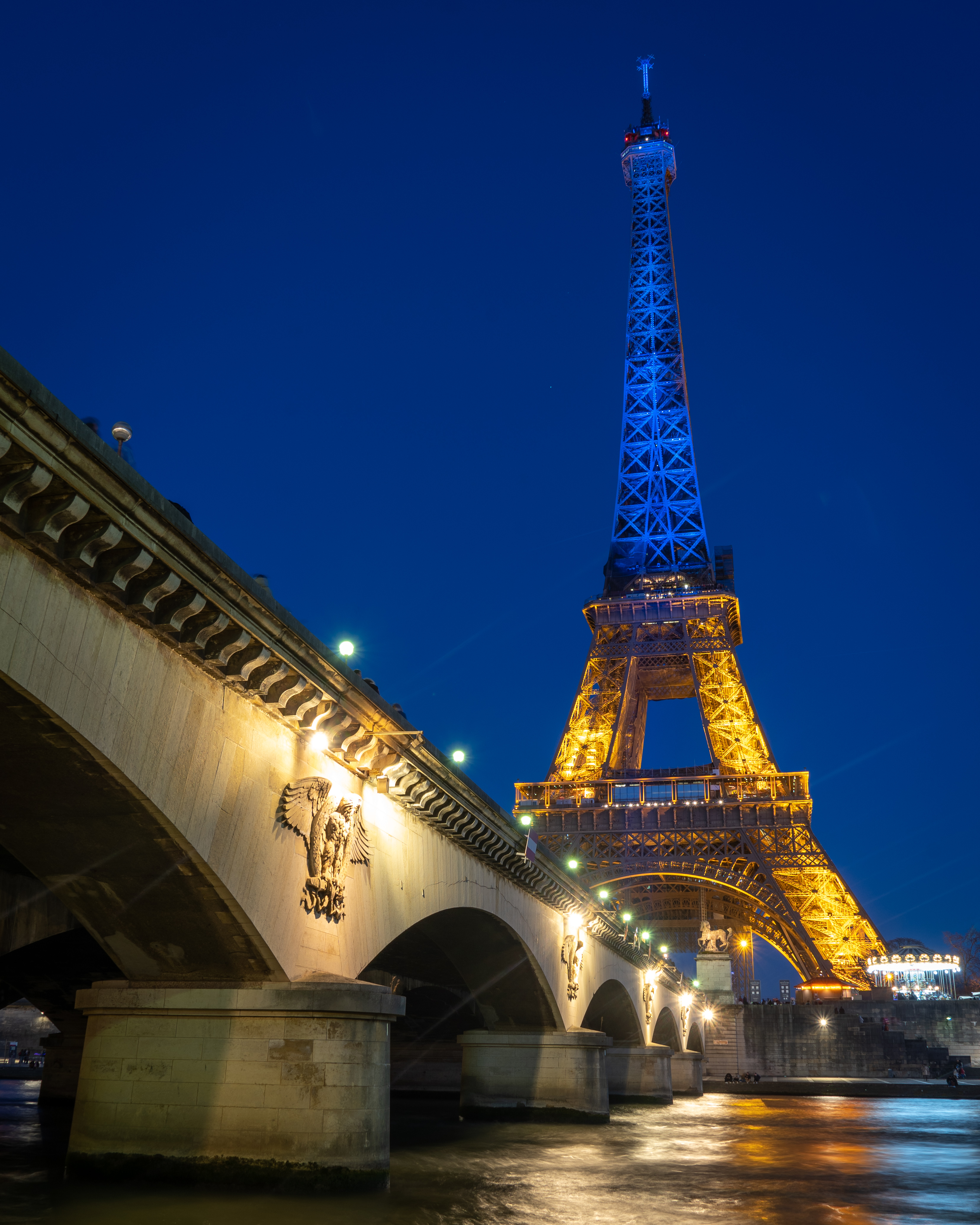
Эйфелева башня в цветах украинского флага, 26 февраля 2022

24 февраля 2022 президент Франции Эмманюэль Макрон назвал атаку на Украину нарушением фундаментальных принципов права и тяжким покушением на мир и стабильность Европы, и потребовал от России немедленно прекратить военные действия. Против российской агрессии высказались и другие главные кандидаты грядущих президентских выборов. Постоянный представитель Франции при ООН Николя де Ривьер «строжайшим образом» осудил нападение. 1 марта 2022 министр экономики Франции Брюно Ле Мэр заявил, что Франция намерена «вести тотальную экономическую и финансовую войну» против России, пока Владимир Путин не прекратит осуществлять свои намерения в отношении Украины, и пообещал привести к коллапсу российскую экономику.

#### Хорватия
Хорватия осудила российское вторжение и поддержала все резолюции ООН, требующие остановки агрессии, привлечения России к ответственности за нарушения международного права в Украине и т. д. Уже 25 февраля 2022 года парламент Хорватии принял «Декларацию по Украине», в которой выразил безоговорочную поддержку суверенитета, территориальной целостности и независимости Украины, а 28 февраля правительство страны утвердило меры поддержки беженцев и первый пакет военной помощи Украине. В октябре 2022 года в Загребе прошёл первый парламентский саммит в рамках «Международной Крымской платформы».
Российское вторжение в Украину усугубило конфликт между премьер-министром Андреем Пленковичем и президентом Зораном Милановичем (Хорватия — парламентская республика, в которой главой исполнительной власти является премьер-министр). В апреле 2022 года Пленкович заявил о разрыве всех контактов с Милановичем из-за радикальной пророссийской позиции президента и дипломатического ущерба, который, по словам премьера, нанесли стране высказывания последнего после начала вторжения.

#### Черногория
30 июля 2022 года парламент Черногории принял резолюцию, в которой «наиболее резко осуждает» вторжение России на Украину. Согласно документу, «целью российского вторжения является гражданское население, материальные ценности, территориальная целостность и суверенитет Украины». Парламент призвал Россию немедленно прекратить войну, а международные организации — способствовать дипломатическими, политическими и экономическими методами пресечению продолжения боевых действий Россией.

#### Чехия

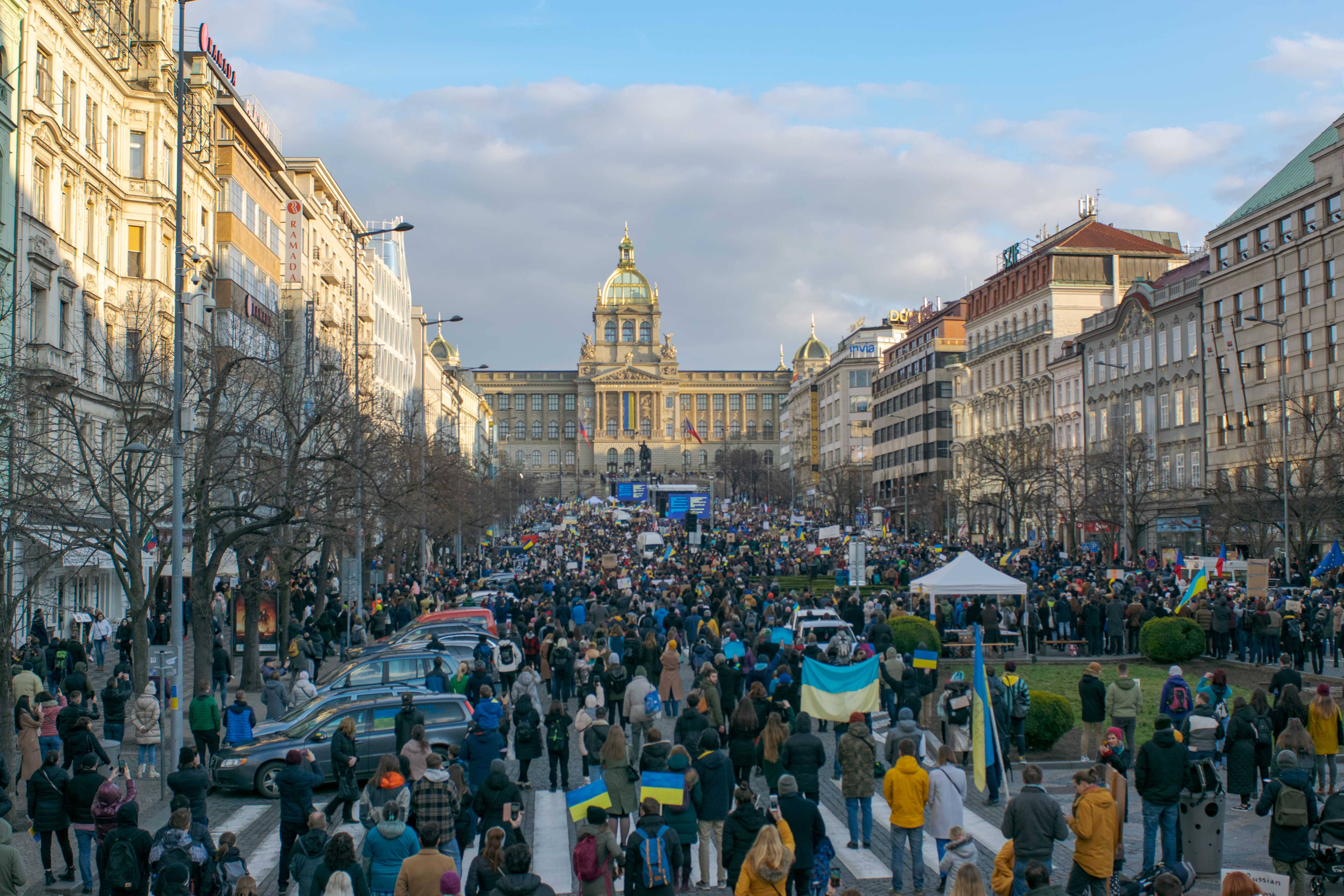
Демонстрация в поддержку Украины в Праге, 27 февраля 2022 года

Президент Чехии Милош Земан осудил вторжение, так как «безумных надо изолировать» и призвал ввести против России жёсткие санкции, к числу которых отнёс отключение страны от SWIFT.
Премьер-министр Петр Фиала после заседания Совета безопасности заявил о закрытии Чехией двух российских консульств, как и чешских консульств в России, а также об отзыве послов и дипломатов из России и Беларуси и приостановке выдачи виз россиянам за исключением гуманитарных.
Сбербанк приостановил работу своих отделений в Чехии из-за нападений на сотрудников.

#### Швейцария
Президент Швейцарии Иньяцио Кассис заявил, что «нападение России на Украину — это нападение на суверенитет, свободу, демократию, гражданское население и институты свободной страны», и «мы находимся в чрезвычайной ситуации, когда могут быть приняты чрезвычайные меры». В связи с этим Швейцария, несмотря на свой традиционный нейтралитет, присоединилась к санкциям Евросоюза, утвердив санкции против более 200 российских физических и юридических лиц. Кроме того, Кассис сообщил о готовности Швейцарии выступить посредником или предоставить площадку для переговоров.

#### Швеция
Премьер-министр Швеции Магдалена Андерссон 24 февраля заявила, что «сегодня началась новая и тёмная глава в истории Европы». По её словам, «Швеция самым решительным образом осуждает российское вторжение, и Россия должна безоговорочно вывести все войска из Украины». Швеция, несмотря на свою военную доктрину невмешательства, поставила Украине противотанковое и прочее оружие, что стало первым с 1939 года случаем отправки ею оружия в зону конфликта.

#### Эстония
Правительство Эстонии единодушно осудило военные действия России против Украины и решило инициировать консультации в НАТО на основании 4-й статьи договора альянса в сотрудничестве с Латвией, Литвой, Польшей и другими союзниками. Президент Эстонии Алар Карис заявил, что нападение России на Украину — это объявление войны демократическому миру и нынешнему порядку безопасности, и, что защищая свою свободу и независимость от агрессора, Украина борется за всю Европу. Граждане Украины смогут временно продолжать находиться в Эстонии и после истечения срока действия оснований на пребывание в Эстонии.

#### Южная Корея
Президент Мун Чжэ Ин заявил, что Южная Корея присоединится к международным санкциям против России в условиях кризиса, и выразил сожаление по поводу вторжения России на Украину. Он заявил: «Применение вооружённых сил с человеческими жертвами не может быть оправдано ни при каких обстоятельствах».

#### Япония
24 февраля на пресс-конференции премьер-министр Японии Фумио Кисида осудил вторжение России на Украину и объявил, что будет сотрудничать с США в отношении дальнейших санкций против России.

### Поддержка России

#### Беларусь
Президент Беларуси Александр Лукашенко спустя некоторое время после начала вторжения России на Украину собрал оперативное совещание с белорусскими военными, на котором заявил: «наши войска никакого участия не принимают в этой операции». Кроме того, он заявил, что во избежание полномасштабной войны необходимо не допустить на Украине «массовой бойни» и наземной операции, попутно добавив, что в сложившихся обстоятельствах Зеленский, дававший предвыборное обещание прекратить войну, в первую очередь должен подумать, что случится с его страной, если она потерпит поражение в текущем конфликте: «Если он понимает, что он её проиграет второй армии мира, а может быть — и первой, то лучше сейчас остановиться. И на этом полпути ты получишь больше, чем в итоге проиграв эту войну… Поэтому надо искать пути к недопущению кровопролития. Чтобы не допустить этого и остановить эскалацию, нужно сесть за стол переговоров». В то же время белорусская оппозиция осудила как вторжение, так и действия Александра Лукашенко, а в городах прошли митинги, осуждающие российскую агрессию.
Президент Беларуси Александр Лукашенко возложил вину за войну на Запад, обвинив его в стремлении к конфликту с Россией и продолжению войны. Он заявил, что Москва, Киев и его западные союзники должны договориться о прекращении боевых действий, чтобы избежать «пропасти ядерной войны».
11 марта 2023 года Александр Лукашенко заявил, что Украина сама спровоцировала военную операцию. По его заявлению, украинские власти должны были договориться с Россией. Он назвал операцию защитой интересов России и русских людей на территории Украины.
5 июля министр иностранных дел Венесуэлы Карлос Фариа заявил, что Россия находится на грани того, чтобы возглавить новый мировой порядок, который сводит к минимуму роль США на мировой арене. Он назвал НАТО «террористическим и враждебным альянсом», с которым Россия и президент Владимир Путин борются «во имя человечества». По мнению политика, доминирование США больше не является абсолютным.

#### Иран
Хотя министр иностранных дел Ирана объяснил войну провокацией НАТО, он не рассматривает войну как решение этой проблемы. Он считает, что прекращения огня и сосредоточение внимания на политическом и демократическом решении являются необходимостью. Президент Ирана Ибрахим Раиси позвонил Путину и поддержал гарантии прекращения расширения НАТО.

#### Мьянма
Представитель Государственного административного совета Мьянмы Зав Мин Тун поддержал решение России, заявив, что «Россия действовала для защиты своего суверенитета», и высоко оценил роль России в уравновешивании мировой силы. Министр международного сотрудничества Правительства национального единства Мьянмы д-р. Саса заявил: «Неспровоцированные, необоснованные нападения России на Украину непростительны и неприемлемы».

#### Сирия
Президент Сирии Башар Асад назвал российское вторжение «исправлением истории» и обвинил западные страны в использовании «грязных методов для поддержки террористов в Сирии и нацистов на Украине».

#### Никарагуа
Президент Никарагуа Даниэль Ортега поддержал Россию. Ранее он высказывался в поддержку признания ДНР и ЛНР.

#### Венесуэла
Президент Венесуэлы Николас Мадуро выразил свою полную поддержку действиям российского президента Владимира Путина на территории Украины.

#### Эритрея
В 2023 году президент Исайяс Афеворки выразил поддержку вторжению России в Украину. Президент Эритреи Исайяс Афеворки отрицал существование российско-украинской войны и вместо этого говорил о войне НАТО против России.

#### Мали
В 2023 году лидер малийской военной хунты Ассими Гоита выразил поддержку российскому вторжению в Украину.

#### Центральноафриканская Республика
В 2023 году президент Фостен-Арканж Туадера выразил поддержку российскому вторжению в Украину.

#### Зимбабве
В 2023 году президент Зимбабве Эммерсон Мнангагва выразил поддержку российскому вторжению в Украину.

#### Буркина-Фасо
Президент Буркина-Фасо Ибрагим Траоре заявил: «Существует желание изменить политику, которое заставляет нас отвернуться от наших традиционных партнёров и повернуться к нашим настоящим друзьям, таким как Россия».

### Нейтральная позиция

#### Азербайджан
Несмотря на то, что в 2014 году Азербайджан поддержал резолюцию Генеральной Ассамблеи о территориальной целостности Украины, в контексте российского вторжения 2022 года Азербайджан воздержался от прямой критики России, не участвовал в голосованиях по резолюциям, осуждающим агрессию против Украины, и не присоединился к международным санкциям. При этом постпред страны в ООН Яшар Алиев в ходе специальной сессии 23 марта 2022 года подчеркнул необходимость разрешения кризиса на основе принципов и норм права — суверенитета, территориальной целостности и нерушимости границ.
Уже 27 февраля 2022 года Азербайджан направил первую партию гуманитарной помощи в Украину, за год объём поставок достиг 17,6 млн долларов. После начала систематических российских обстрелов гражданской энергетической инфраструктуры Азербайджан поставил 45 трансформаторов и 50 генераторов. Государственная азербайджанская компания SOCAR бесплатно снабжала топливом машине экстренных служб Украины на заправках своей сети в стране. В Азербайджане высок уровень поддержки Украины, и власти не препятствовали крупным проукраинским антироссийским митингам несмотря на сложившуюся практику разгона несогласованных политических мероприятий.

#### Алжир
Алжир занял нейтральную позицию, которая соответствовала курсу на неприсоединение, который был основой внешней политики страны с момента обретения независимости в 1962 году. Страна исторически балансировала между западным и восточным блоками, сотрудничая с СССР, а затем Россией в военной сфере, а со странами Запада — в экономической. После начала войны официальная позиция Алжира ограничилась участием в министерской контактной группе Лиги арабских государств, которая предлагала себя в качестве медиатора в мирном урегулировании.
Алжир стал одной из 17 африканских стран, воздержавшихся от голосования по резолюции с осуждением России после начала вторжения. Отчасти это было жестом в ответ на позицию России по резолюциям, связанным с конфликтами в Западной Сахаре, где Алжир поддерживает сепаратиские силы Полисарио, а США — суверенитет Марокко над этой территорией. Также Алжир голосовал против резолюции об исключении России из Совета ООН по правам человека.

#### Армения
Накануне вторжения Армения объявила о непризнании независимости ДНР и ЛНР, однако в дальнейшем воздержалась от голосования по резолюциям ООН, осуждающим российскую агрессию, а также единственная в Совете Европы проголосовала против исключения России из организации. Выбранная армянскими властями дипломаическая стратегия была призвана минимизировать риски для страны, находящейся в глубокой военной и экономической зависимости от России.

#### Афганистан
Талибан занял нейтральную позицию в вопросе российского вторжения, выразил обеспокоенность и призвал стороны к мирному урегулированию конфликта. При этом временный поверенный Афганистана при ООН Насир Ахмад Фаик, назначенный низложенным правительством Ашрафа Гани (а нового посла от «Талибана» ООН не признала) в октябре 2022 года поддержал резолюцию с осуждением аннексии украинских территорий.

#### Бангладеш
В силу зависимости от России и необходимости поддерживать баланс между западными, восточными странами и своими непосредственными соседями, Бангладеш не выразила однозначной позиции по вопросу российского вторжения в Украину. Министр иностранных дел Абул Калам Абдул Момен 25 февраля призвал к разрешению продолжающегося военного конфликта в соответствии с Уставом ООН.
Страна воздержалась от голосования за резолюцию ООН с осуждением вторжения 2 марта, однако поддержала следующую — о гуманитарной помощи Украине — 25 марта. В октябре 2022 года Бангладеш осудила нарушение Россией территориальной целостности Украины. Страна также исполняла международные санкции против России и закрыла свои территориальные воды для российских судов (в т.ч тех, что поставляли грузы для АЭС Руппур, которую возводит «Росатом»).

#### Вьетнам
В контексте вторжения России в Украину Вьетнам занял нейтральную позицию. На словах дипломаты призвали все стороны вернуться к переговорам, однако страна воздержалась от голосования по всем резолюциям ООН, которые касались российской агрессии и высказалась против исключения России из Совета ООН по правам человека.
Политические аналитики отмечали, что отсутствие у Вьетнама однозначной публичной позиции было рациональным решением, призванным исключить ущерб отношениям как с США — крупным стратегическим и торговым партнёром — так и Россией, с которой Вьетнам имеет тесные исторические связи и от которой зависит в военной сфере. Вместе с тем подконтрольные государству СМИ неоднократно пересказывали нарративы российской пропаганды, а государственные структуры блокировали интернет-публикации с критикой России или в поддержку Украины.

#### Индия
Индия прямо не осудила Россию и воздержалась от голосования по резолюциям Генеральной ассамблеи ООН с осуждением агрессии и аннексии и требованиями немедленного вывода войск. Вместе с тем страна поддержала резолюцию от февраля 2023 года, в которой Россия была названа агрессором и угрозой. Индийские власти также неоднократно призывали к мирному урегулированию и возвращению к status quo ante даже в ситуациях, когда это было дипломатически неуместно, например, во время визита главы индийского МИДа в Москву в ноябре 2022 года. Фокусом риторики индийских властей в контексте российской агрессии против Украины оставались её гуманитарные последствия.
Многовекторная дипломатия была основой политики неприсоединения, которой Индия придерживалась со времён Холодной войны. Отказ от прямого осуждения России обеспечил Индии возможность с большим дисконтом покупать российскую нефть, необходимую для растущей экономики — и одновременно рычаг для давления на Россию в контексте отношений с Китаем и Пакистаном, которых Индия рассматривает как угрозы. При этом нежелание открыто критиковать Россию не имело решающего значения в контексте отношений с США, для которых Индия остаётся важным партнёром в вопросах безопасности — в первую очередь, сдерживания Китая.

#### Казахстан
Несмотря на союзные отношения c Россией и членство в ОДКБ, Казахстан отказался признавать независимость ЛНР и ДНР (а также аннексию Крыма) и отверг просьбу российских властей о предоставлении войск для участия во вторжении. На официальном уровне страна сохранила нейтралитет. Президент Касым-Жомарт Токаев поддерживал прямые контакты с Путиным и Зеленским, призывал стороны к переговорам и направлял в Украину гуманитарную помощь. Руководство Казахстана однозначно высказывалось в поддержку независимости и территориальной целостности Украины. Хотя Казахстан воздержался от голосования по резолюции с осуждением России в марте 2022 года, год спустя страна поддержала резолюцию, признающую Россию агрессором в отношении Украины и Грузии.

#### Китай
Китай отказался критиковать российское вторжение, осудив при этом западные санкции против России и обвинив США и НАТО в провоцировании конфликта на Украине.
23 февраля в ходе пресс-конференции помощник министра иностранных дел КНР Хуа Чуньин на вопрос о введении санкций КНР заявила: «Санкции никогда не являлись эффективным способом решить проблемы, Китай всегда выступал против односторонних санкций». На следующий день она сообщила, что не считает события вторжением.
Китайский лидер и генеральный секретарь Коммунистической партии Китая Си Цзиньпин 25 февраля говорил с президентом России Владимиром Путиным и сообщил, что Китай поддерживает Россию и Украину в решении вопроса путём переговоров. Президент Путин сказал лидеру Китая, что «Россия готова вести переговоры на высоком уровне с Украиной». Представитель Китая в ООН Чжан Цзюнь заявил, что «мы считаем, что все страны должны решать международные споры мирными средствами в соответствии с целями и принципами Устава ООН». Китайское правительство отказалось дать ответ «да/нет» на вопрос о пресс-релизе от 24 февраля, является ли российская военная операция вторжением, а также отметило роль Франции и Германии за «большие усилия через дипломатическое посредничество, направленные на ослабление напряжённости», и обвинил Соединённые Штаты в агитации за войну. 25 февраля министр иностранных дел Китая Ван И заявил, что Китай уважает суверенитет всех стран, включая Украину, но следует также учитывать опасения России по поводу расширения НАТО на восток. Вскоре после этого министр иностранных дел Китая и член Госсовета Ван И заявил, что Китай занимает чёткую позицию в отношении территориальной целостности и суверенитета всех стран, включая Украину. 10 марта Ван И впервые назвал происходящее войной. 17 марта официальный представитель МИД КНР Чжао Лицзянь заявил, что Китай играет конструктивную роль в урегулировании кризиса на Украине, подчеркнув что «позиция китайской стороны по мирным переговорам последовательна». При этом он упрекнул правительства и СМИ США и стран НАТО в лицемерии, поскольку, по его словам, при освещении кризиса на Украине они не приняли во внимание многочисленные жертвы среди гражданского населения в Афганистане, Ираке, Палестине, Сирии и Югославии, а также заявил, что западным СМИ надо «сосредоточить свою энергию и сосредоточиться на вещах, которые действительно способствуют укреплению мира» и «необходимо предложить США и другим странам НАТО прекратить поставки вооружений и подливать масло в огонь, сесть за стол переговоров и путём диалога совместно с Европой, Украиной и Россией договориться о мире».
По данным источников BloombergQuint, офшорные подразделения Industrial & Commercial Bank of China (ICBC) перестали выдавать аккредитивы для покрытия сделок с российскими сырьевыми экспортёрами, полностью перестав обслуживать поставки в долларах и отчасти в юанях без решения вышестоящего руководства. По этим же данным, Bank of China ожидает развёрнутых рекомендаций национального регулятора, и поэтому по решению собственного риск-менеджмента ограничил финансирование покупок российского сырья.
10 августа 2022 года посол Китая в России Чжан Ханьхуэй обвинил Вашингтон в том, что он загоняет Россию в угол неоднократным расширением оборонного альянса НАТО. Он назвал США «инициатором и главным зачинщиком украинского кризиса».
24 февраля 2023 года Китай предложил план из 12 пунктов по прекращению конфликта, в котором призвал обе стороны согласиться на постепенную деэскалацию и предостерег от применения ядерного оружия.
20 марта 2023 года Председатель КНР Си Цзиньпин посетил с визитом Россию. Одновременно в статье в «Российской газете» он заявил, что ранее высказанное предложение Пекина по урегулированию украинского кризиса отражает глобальные взгляды. Он также призвал призвал к «прагматизму» в отношении Украины. По оценке Reuters, статья отражает стремление лидера представить Китай в качестве глобального миротворца и великую державу. Было отмечено, что с самого начала конфликта Китай публично оставался нейтральным, при этом критикуя санкции Запада против России и укрепляя свои тесные связи с Москвой.
Хотя Китай и воздерживался от голосований на Генеральной ассамблеи ООН по вопросам российской агрессии, в мае 2023 года он проголосовал за резолюцию А/77/L.65, в которой Россия обозначалась как страна, совершившая акт агрессии против Украины, а до этого против Грузии.

#### Кыргызстан
Как и другие среднеазиатские республики, Кыргызстан воздержался от осуждения России и голосования за резолюции Генеральной ассамблеи ООН. Российская сторона утверждала, что президент Кыргызстана Садыр Жапаров выразил поддержку России в ходе телефонного разговора, но киргизские официальные публикации этого не подтверждали.
Уже весной 2022 года власти Кыргызстана не разрешили прокат российских фильмов о российско-украинской войне, содержащих пропагандистские нарративы, и запретили демонстрацию символа Z, который ассоциируется с поддержкой российской агрессии. В стране не были ограничены антивоенные акции и общественная и политическая дискуссия о войне, а официальные лица высказывались в поддержку территориальной целостности Украины.
Нейтральный статус Кыргызстана в контексте российского вторжения был обусловлен глубокой экономической зависимостью страны от России, сотрудничеством на многих уровнях, а также ролью последней в поддержании стабильности в Средней Азии, страны которой имеют свои неразрешённые территориальные разногласия. Впрочем, даже будучи членом ЕАЭС, Кыргызстан отказался принимать таможенные платежи в рублях после ввода международных санкций.

#### Монголия
Заместитель премьер-министра Монголии Амарсайхан Саинбуян и министр иностранных дел Монголии Батмунхийн Батцэцэг рассказали прессе о вторжении России на Украину. Они изложили планы репатриации монгольских граждан из Украины, но не осудили действия России. Оба назвали вторжение военной операцией и вооружённой борьбой на Украине.

#### Пакистан
Премьер-министр Пакистана Имран Хан выразил сожаление по поводу сложившейся ситуации и заявил, что конфликт не отвечает ничьим интересам. Он надеялся, что военного конфликта между двумя странами можно было бы избежать с помощью дипломатии. Хан также подчеркнул убеждённость Пакистана в том, что споры должны решаться путём диалога и дипломатии.
Словакия
Премьер-министр Словакии Роберт Фицо после своего назначения в октябре 2023 года заявил, что нынешний конфликт случился из-за нападений на мирное население русской национальности и выступил за немедленное прекращение боевых действий, а также запрет военной помощи Украине. По его мнению, России и Украине лучше вести переговоры десять лет, чем убивать друг друга.

#### Таджикистан
Политологи и эксперты отмечают, что, судя по отсутствию официальных заявлений со стороны властей Таджикистана — члена ОДКБ — по ситуации на Украине на данный отрезок времени, Таджикистан, видимо, предпочёл сохранять нейтралитет, чтобы не навлечь на себя гнев мирового сообщества и в то же время не ухудшать и так ставшими прохладными отношения с Украиной после смены власти в 2014 году. Также отмечается, что Таджикистан одновременно не хочет навлечь на себя гнев со стороны России, поддержав Украину или осудив военные действия России, так как экономика страны крайне зависима от РФ. МИД Республики Таджикистан выступил лишь с заявлением для граждан Таджикистана, находящихся на Украине, заверив их в поддержке со стороны посольства в Киеве и попросив сохранять спокойствие.

#### Туркменистан
Имеющий постоянный статус нейтрального государства Туркменистан пока не выразил какой-либо позиции. Киргизский политолог Эмиль Жороев называет отсутствие реакции среднеазиатских государств на российско-украинский конфликт «беззвучным режимом». Туркменские активисты заявляют, что на Украине фактически беззащитными остались не менее пяти тысяч туркменистанцев, но «правительство Туркменистана спасло работников своего посольства и консульства и снова забыло о своих гражданах».

#### Узбекистан
17 марта глава МИД Узбекистана Абдулазиз Камилов заявил, что Узбекистан не признает независимость ЛНР и ДНР, поддерживая территориальную целостность Украины, и желает мирного решения ситуации, но для этого в первую очередь необходимо немедленно прекратить военные действия, насилие. По словам Камилова, Узбекистан в это непростое время оказал гуманитарную помощь Украине и продолжит это дело. Также он отметил, что страна намерена сотрудничать о обеими сторонами конфликта, как это исторически и происходило.

#### Шри-Ланка
Министр иностранных дел Шри-Ланки заявил, что правительство страны глубоко обеспокоено недавней эскалацией насилия на Украине и призвал все заинтересованные стороны проявлять максимальную сдержанность и работать над немедленным прекращением боевых действий для поддержания мира, безопасности и стабильности в регионе, подчёркивая при этом необходимость согласованных усилий всех заинтересованных сторон для урегулирования кризиса посредством дипломатии и искреннего диалога.

#### Южная Африка
Наледи Пандор, министр Департамента международных отношений и сотрудничества ЮАР, опубликовала заявление, в котором не обвиняет ни Россию, ни Украину, призывая к «инклюзивным переговорам под руководством СБ ООН» и «усиленной дипломатии».
16 мая 2023 года президент ЮАР Сирил Рамафоса заявил, что президент России Владимир Путин и президент Украины Владимир Зеленский согласились принять группу африканских лидеров для обсуждения мирного плана по разрешению конфликта. Рамафоса добавил, что мирный план также поддержали лидеры Сенегала, Уганды и Египта, а США и Великобритания выразили предложенному плану осторожную поддержку.

#### Венгрия
После начала российского вторжения в Украину, на фоне беспрецедентной солидарности западных стран в поддержке Украины, Венгрия мгновенно отказалась от дипломатического курса на укрепление отношений с Россией, который Виктор Орбан выстраивал на протяжении 12 лет. Венгерские власти поддержали все резолюции ООН с осуждением России и поддержкой Украины, высказались за исключение России из Совета ООН по правам человека, присоединились ко всем международным санкциям, а также выразили готовность следовать коллективным решениям НАТО. Венгрия смягчила миграционную политику, приняла многочисленных беженцев и обеспечила гуманитарную помощь. Страна отказалась поставлять в Украину летальное вооружение, но в конечном счёте непублично разрешила его транспортировку через свою территорию. В марте 2022 года Россия внесла Венгрию в список недружественных стран.
Венгрия присоединилась ко всем европейским санкциям в отношении России, но критиковала их за неоправданные ожидания: они нанесли ущерб европейским странам, но не остановили Россию от ведения войны в Украине. Критику Венгрией западных санкций связывали с последствиями войны для самой страны, которая долгое время была «транзитной» экономикой, зарабатывавшей на торговле между Россией и Германией, и необходимостью оправдания неэффективной экономической политики Виктора Орбана. При этом, для обеспечения энергетической безопасности Венгрии, которая на 80 % зависит от российского газа и на 65 % от российской нефти в то время как «Росатом» на российские инвестиции ведёт проект расширения АЭС Пакш (на которую приходится половина выработки электричества в стране), Евросоюз пошёл на послабления и разрешил последней не присоединяться к эмбарго на российские энергоносители.

## Межправительственные и международные организации

### ООН
В Нью-Йорке было созвано заседание Совета безопасности ООН. Генеральный секретарь ООН Антониу Гутерриш призвал Россию прекратить военные действия на Украине и отозвать войска. Послы Франции и США заявили, что 25 февраля 2022 года представят резолюцию в Совете безопасности ООН. Россия наложила вето на проект резолюции, в которой её призывали прекратить вторжение; за принятие резолюции проголосовали 11 из 15 членов Совбеза; Китай, Индия и ОАЭ воздержались. Постоянный представитель России при ООН Василий Небензя назвал проект резолюции «антироссийским и антиукраинским», сказав, что он противоречит «интересам коренного украинского народа, поскольку пытается спасти и закрепить ту систему власти, которая подвела эту страну к трагедии».
26 февраля Гуттериш назначил Амина Авада кризисным координатором ООН по Украине, в задачи которого будет входить координирование действий ООН, «включая гуманитарное реагирование, по обе стороны линии соприкосновения».
В воскресенье 27 февраля Совет безопасности проголосовал за вынос осуждающей резолюции на рассмотрение чрезвычайной специальной сессии Генеральной Ассамблеи ООН, при этом голоса разделились схожим образом с голосованием 25 февраля. 28 февраля 2022 года была созвана 11-я чрезвычайная специальная сессия Генассамблеи ООН:

«Российские ракеты обстреливают украинские города днём и ночью. Киев окружён. Боевые действия идут на всей территории Украины – в воздухе, на суше и в море. Они должны быть немедленно остановлены»— А. Гутерриш, Выступление на 11-й чрезвычайной специальной сессии Генассамблеи ООН, 28.02.2022
2 марта Генеральная Ассамблея ООН на чрезвычайной специальной сессии осудила действия России и призвала её вывести свои войска с территории Украины. За принятие резолюции проголосовало 143 государства, против — 5 (Беларусь, КНДР, Россия, Сирия и Эритрея). Ещё 35 государств воздержались от голосования.
7 апреля 2022 года Генеральная ассамблея ООН приостановила участие России в Совете ООН по правам человека. В резолюции Генассамблеи отмечаются грубые и систематические нарушения прав человека российскими военными на территории Украины. За проголосовали 93 страны, против — 24 страны, воздержались — 58 стран.

### ЮНЕСКО
В марте 2022 года Исполнительный совет ЮНЕСКО однозначно осудил российскую агрессию против Украины, созданный ею гуманитарный кризис, жертвы среди мирного населения, разрушение образовательных учреждений и пр. Также совет призвал Россию прекратить дезинформацию, пропаганду и кибератаки. Со-инициаторами соответствующей резолюции выступили 64 страны, против проголосовала только Россия. С февраля по ноябрь 2022 года, в период председательства представителя России, из-за массового бойкота была фактически парализована работа Комитета всемирного наследия.
ЮНЕСКО напоминало России о её обязательстве защищать культурное наследие в ходе вторжения в Украину, а глава Центра всемирного наследия организации отмечала, что в соответствии с Резолюцией 2347 от 24 марта 2017 года сознательное уничтожение объектов культурного наследия может квалифицироваться как военное преступление. Организация осудила разрушение объектов культурного наследия, образования и инфраструктуры медиа, в том числе ущерб архитектурным памятникам в Харькове (в том числе повреждение Свято-Успенского Собора и здания оперы) и Чернигове, удары по киевской телебашне и мемориалу в Бабьем Яру, утрату картин Марии Примаченко при обстреле Иванковского музея и пр.
Организация отмечала, что сохранение культурного наследия Украины — залог будущего примирения и важная составляющая сохранения украинской идентичности. После начала вторжения ЮНЕСКО ускорило работу по присвоению охранного статуса объектам культурного наследия в Украине, вело работу с музеями для обеспечения сохранности коллекций, использовало спутниковую съёмку для мониторинга нанесённого памятникам ущерба. На начало мая 2023 года ЮНЕСКО подтвердило ущерб 254 объектам культурного наследия с начала войны.

### Международный суд ООН
Спустя 2 дня после начала российского вторжения, 26 февраля 2022 года Украина обратилась в Международный суд ООН с иском о нарушении Россией Конвенции о геноциде. Украинская сторона заявила, что Россия обосновала военную агрессию ложными обвинениями в актах геноцида — но одновременно сама планирует геноцид и умышленно убивает и увечит украинцев.
Слушания прошли 7 марта 2022 года, а 16 марта суд ввёл ограничительные меры по иску — обязал Россию и её военных прокси прекратить боевые действия. За решение проголосовали 13 из 15 судей, против — только судьи от России и Китая. Суд отметил, что не получил никаких свидетельств, которые могли бы подтвердить заявления России о геноциде русскоговорящего населения в Украине.
В июле 2022 года 40 стран мира, а также власти ЕС выпустили совместное заявление в поддержку иска Украины и подчеркнули, что неисполнение Россией указаний Международного суда ООН является ещё одним нарушением международного права.

### Международный уголовный суд
Уже 3 марта 2022 года по просьбе 39 государств-членов Международный уголовный суд начал расследование возможных военных преступление, преступлений против человечества и геноцида, совершённых Россией в Украине. Предметом расследования стали все преступления и правонарушения после начала Евромайдана в ноябре 2013 года.
Спустя год, 17 марта 2023 года МУС выдал ордеры на арест президента России Владимра Путина и уполномоченной по правам ребёнка при президенте Марии Львовой-Беловой по делу о незаконной депортации украинских детей. The New York Times сообщал, что суд планировал открыть ещё одно дело против российских официальных лиц — о целенаправленном уничтожении гражданской инфраструктуры.
Это решение означает, что страны, ратифицировавшие Римский статут обязаны арестовать Путина и Львову-Белову и передать их в распоряжение Международного уголовного суда.

### НАТО
После аннексии Крыма в 2014 году НАТО помогало Украине модернизировать вооружённые силы и оборонные институты страны, предоставляло оборудование и финансовую поддержку, проводило учебную подготовку украинских военнослужащих и привлекало их к учениям и операциям. С 2016 года в рамках Всеобъемлющего пакета помощи (ВПП) альянс поддерживал Украину в областях киберзащиты, тылового обеспечения, противодействия гибридной войне.
Североатлантический альянс осудил вторжение России в Украину, помогал координировать поступающие от Украины запросы о помощи, содействует государствам-членам в поставках гуманитарной и военной помощи, подготовке украинских военнослужащих и обучению использования новых образцов вооружения. В ходе встречи в Мадриде в июне 2022 года лидеры стран НАТО расширили пакет поддержки Украины и договорились оказать стране помощь в переходе от оборудования советской эпохи к оснащению по стандартам альянса.
После начала вторжения страны НАТО ввели в действия планы обороны: в Болгарии, Венгрии, Румынии и Словакии были развёрнуты 4 новые боевые группы в дополнение к боевым группам в Латвии, Литве, Польше и Эстонии. Эти силы включают более 40 тысяч военнослужащих, ВВС и ВМФ под прямым командованием НАТО и сотни тысяч военных из развёрнутых национальных сил. Начатый пересмотр стратегии коллективной обороны и сдерживания, включая усиление боевых групп в восточной части альянса, увеличение численности сил повышенной готовности, реорганизацию оснащения и снаряжения стал крупнейшим со времён холодной войны.
В мае 2022 года после начала российского вторжения Финляндия и Швеция отказались от политики военного неприсоединения и подали заявки на вступление в НАТО. 4 апреля 2023 года Финляндия стала 31-й страной-членом НАТО. Генеральный секретарь НАТО Йенс Столтенберг рассчитывал, что заявка Швеции будет ратифицирована к ежегодному саммиту НАТО в Литве в июне 2023 года.

### Евросоюз
Евросоюз и страны-члены агрессию аргрессию России против Украины и приняли многочисленные меры для текущей и будущей поддержки Украины, привлечения России и её высшего руководства к ответственности за военные преступления и преступления агрессии, ослабления экономического потенциала России и её способности вести войну, а также для поддержки беженцев на территории Украины и в странах-членах ЕС.
К маю 2023 года ЕС ввёл 10 пакетов санкций, нацеленных на лишение России критически важных технологий и рынков, чтобы ослабить её способность вести войну. Были введены санкции проти 1473 физических лиц и 207 организаций, в том числе политического руководства страны, олигархов, военных, пропагандистов, оккупационных органов власти, лиц, которые причастны к незаконной депортации украинских детей. Под запрет или ограничения попали импорт и экспорт товаров и услуг в сферах нефтепереработки, угледобычи, морского и воздушного транспорта, финансов и т. д. В частности, для российских авиакомпаний было закрыто воздушное пространство ЕС, а ограничения на экспорт оборудования, запчастей и услуг по обслуживанию самолётов подорвал способность страны содержать коммерческий воздушный флот, на ¾ состоящий из судов, произведённых в США, ЕС и Канаде. Россия была лишена доступа к рынку капитала, торговых преференций. Под запрет попало вещание пропагандистских телеканалов и интернет-ресурсов.
Для поддержки экономики Украины Европейская комиссия запустила полосы солидарности — коридоры для экспорта и импорта из Украины, по которым с марта 2022 по май 2023 года были поставлены около 32 млн тонн сельхозпродукции. Были упрощены таможенные процедуры, временно приостановлены пошлины на украинский экспорт и антидемпинговые меры в отношении стали. В феврале 2023 года Украины и ЕС подписали соглашение об ассоциированном участии в Программе единого рынка, запланировали соглашения об участи в ключевых программах ЕС в сфере энергетики, транспорта, науки. На поддержку цифровой трансформации Украины было выделено 19 млн евро. Отдельные ресурсы были направлены на поставки военного оборудования для нужд ВСУ, обучение украинских военных, финансовой поддержки производственных мощностей и цепочек поставок для обеспечения производства и неотложной доставки боеприпасов и ракет.
Страны ЕС выразили солидарность в стремлении привлечь Россию к ответственности. 14 стран начали национальные расследования военных преступлений России, 6 стран вошли в совместную следственную группу с МУС. Еврокомиссия работает над созданием трибунала для преследования руководства за преступления агрессии, для чего в Гааге был создан специальный международный центр. ЕС финансово поддерживает работу МУС, Интерпола и офиса генпрокурора Украины. Еврокомиссия внесла поправки в регламент о Евроюсте для содействия расследованиям. В марте 2022 года была создана целевая группа по заморозке и аресту активов российских и белорусских олигархов, к маю 2023 года в ЕС были арестованы активы на 23 млрд евро, а совместно со странами G7 Евросоюз заморозил 300 млрд евро активов ЦБ РФ и разрабатывал механизмы их использования на благо Украины.
В качестве ответа на созданный Россией гуманитарный кризис в Украине, к маю 2023 года страны-ЕС и их международные партнёры направили более 88 тысяч тонн гуманитарной помощи на сумму свыше 630 млн евро, а Еврокомиссия выделила 685 млн евро на программы гуманитарной помощи на местах, обеспечению доступа к образованию, здравоохранению, питанию и т. д. ЕС организовал медицинскую эвакуацию украинцев, которые нуждаются в срочном лечении, в учреждения на территориях стран-членов Союза. Из резервов rescEU были выделены медикаменты, модули временного жилья, генераторы, медицинское оборудование и пр. на 87 млрд евро. В рамках проектов фонда энергетической поддержки Украины страна получила 3000 генераторов, ещё 2500 были запланированы к отправке в 2023 году. Для обеспечения устойчивости, энергосистема Украины была синхронизирована с энергосистемой ЕС. Были обеспечены реверсивные поставки газа, поставки СПГ и водорода.
Евросоюз помогает перемещённым из-за войны украинцам получить помощь в пересечении границы, получить гражданскую защиту и легальный статус в странах-членах ЕС. Для помощи беженцам запущены программы облегчения получения медицинской помощи, защиты детей, доступа к рынку труда, помощи в размещении и получении жилья. Через платформу солидарности украинских беженцев направляют в страны Евросоюза, которые могут принять их и обеспечить достойные условия, или в страны вне ЕС, где проживают большие украинские общины — например, Канаду или Великобританию.
Еврокомиссия, страны-члены и европейские финансовые институты с начала войны поддерживают устойчивость и послевоенное восстановление Украины. К маю 2023 года на эти цели были выделены 37,8 млрд евро общей поддержки, 12 млрд военной помощи от Европейского фонда мира и отдельных стран ЕС. Около 100 млн евро были направлены на восстановление школ, были начаты программы закупки и безвозмездной передачи стране школьных автобусов. В октябре 2022 года Европейская комиссия сформулировала задачу по объединению усилий по восстановлению Украины в процесс её европейской интеграции. В январе 2023 года ЕС запустил координационная платформа для доноров, участвующих в восстановлении Украины.

### Совет Европы
24 февраля Совет Европы осудил признание Россией независимости ДНР и ЛНР и неспровоцированную агрессию против Украины. На следующий день по инициативе Польши и Украины комитет министров Совета Европы приостановил представительство России в организации, лишив её возможности участвовать в работе органов Совета. Решение поддержали все страны кроме четырёх: Россия и Армения выступили против, Турция воздержалась, Азербайджан в голосовании не участвовал.
15 марта Парламентская ассамблея Совета Европы единогласно поддержала исключение России из организации, на следующий день решение исполнил Комитет министров. Спустя 6 месяцев, 16 сентября 2022 года Россия перестала быть стороной Европейской конвенции по правам человека. ЕСПЧ продолжил рассматривать жалобы, поданные до этой даты (на рассмотрении суда находились 17450 жалоб, также в полном объёме не были исполнены решения по 2129 жалобам), а Россия сохранила обязательство исполнять решения ЕСПЧ по ним.

### ОБСЕ
Постоянный совет ОБСЕ на внеочередном заседании 24 февраля 2022 года решительно осудил вторжение России в Украину а агрессию против страны, её населения, международного права и основополагающих принципах ОБСЕ. Уже в феврале ОБСЕ эвакуировала большую часть сотрудников специальной мониторинговой миссии в Украине, которая следила за конлфиктом с 2014 года, участвовала в сборе информации, выступала посредником в перемириях, занималась поддержкой мирного населения, однако 4 сотрудника миссии были похищены российскими военными прокси. Мандат миссии истёк 1 апреля 2022 года после того, как Россия заблокировала его продление.
Несмотря на это, ОБСЕ продолжила работу в Украине и в 2022 году выпустила два подробных доклада, в которых изложила установленные факты нарушения норм международного гуманитарного права, прав человека, зафиксированные военные преступления и преступления против человечества. В частности, в доклады вошли нарушения законов войны, многочисленные случаи пыток, внесудебных казней, убийств мирных жителей, незаконных арестов, похищений, изнасилований женщин и детей и другие преступления, совершённые российскими военными.

### Африканский союз
Председатель Комиссии Африканского союза Муса Факи и председатель Африканского союза и президент Сенегала Маки Саль призвали Россию соблюдать международное право, территориальную целостность и суверенитет Украины и призвали стороны конфликта к прекращению огня и переговорам. Руководство Африканского союза также выражало обеспокоенность проблемами, с которыми столкнулись африканцы при эвакуации из Украины и въезде в сопредельные страны.

### Красный Крест
Международный комитет Красного Креста, Международная федерация обществ Красного Креста и Красного Полумесяца и украинские общества Красного Креста занимают нейтральную позицию, что позволяет им решать свои гуманитарные задачи — доставлять помощь, помогать разделённым войной семьям находить своих родственников, собирать информацию о погибших, связывать военнопленных с их родными и т. д. МККК осуждал сам факт войны, которая привела к смертям, разрушениям и страданиям и призывал обе стороны конфликта помнить соблюдать нормы международного гуманитарного права и обеспечивать защиту гражданского населения.

### АСЕАН
Страны Ассоциации государств Юго-Восточной Азии не пришли к единой позиции в отношении к российской агрессии против Украины. Так Сингапур, Индонезия и Бруней прямо осудили вторжение; Вьетнам, Лаос, Малайзия, Филиппины высказались более нейтрально, а Мьянма поддержала нападение. Совместная позиция стран АСЕАН отражала исторически сложившуюся политику нейтральности самого блока, которая позволяла ему поддерживать отношения с основными мировыми державами, полагаясь на дипломатические средства разрешения конфликтов.
При этом тон совместных заявлений министров иностранных дел стран АСЕАН, сделанных в первые месяцы вторжения, менялся по ходу раскрытия новых подробностей о военных преступлениях. В заявлении от 26 февраля 2022 года АСЕАН призвала стороны конфликта к мирному урегулированию на основе принципов суверенитета, территориальной целостности и равенства стран в международных отношениях. Заявления от третьего марта содержало беспокойство о масштабах гуманитарного кризиса и предложение посредничества в мирных переговорах. В заявлении от 8 апреля, опубликованном после того, как достоянием общественности стали массовые убийства гражданских, совершённые российскими военными в Буче, министры стран АСЕАН выступили в поддержку создания независимой комиссии для расследования гибели мирных жителей Украины под эгидой ООН.

### Балтийская ассамблея
Балтийская ассамблея опубликовала заявление, в котором «решительно осуждает вторжение России на Украину».

### Карибское сообщество
В заявлении, опубликованном от имени Карибского сообщества, осуждается вторжение на Украину и содержится требование «немедленного и полного вывода» российских войск из Украины.

### Северный совет
Президент Северного совета Эркки Туомиоя осудил вторжение как «совершенно несправедливое» и заявил, что оно «противоречит как международному праву, так и порядку европейской безопасности».

### ОАГ
Организация американских государств (ОАГ) выступила с заявлением, в котором осудила это нападение как оскорбление человечества и посягательство на цивилизованные международные отношения.

### ОЭСР
Совет Организации экономического сотрудничества и развития (ОЭСР) официально прекратил переговоры с Россией о вступлении и распорядился закрыть офисы ОЭСР в Москве.

### Международные правозащитные организации
Генеральный секретарь Amnesty International Аньес Калламар заявила, что вторжение «вероятно приведёт к самым ужасным последствиям для человеческих жизней и прав человека», и призвала «все стороны строго соблюдать международное гуманитарное право и международное право в области прав человека». 25 февраля по результатам анализа 3 инцидентов, вызвавших гибель не менее 6 мирных жителей, Аньес Калламар сообщила об использовании Россией баллистических ракет и другого взрывного оружия большого радиуса поражения в густонаселённых районах. По данным «Международной амнистии», существуют бесспорные доказательства нарушений российскими войсками международного гуманитарного права и международного права в области прав человека, и некоторые их действия могут быть признаны военными преступлениями.
Президент Международного комитета Красного Креста Петер Маурер заявил, что «усиление и распространение конфликта сопряжено с риском масштабных смертей и разрушений, о которых страшно даже подумать» и что «наши команды, находящиеся сейчас на Украине, продолжат свою работу по ремонту жизненно важной инфраструктуры, поддержке медицинские учреждения лекарствами и оборудованием, а также поддержат семьи продуктами питания и предметами гигиены».
Médecins Sans Frontières, которые уже действовали на Украине до вторжения, заявили, что быстрые изменения в контексте вызвали необходимость сокращения и прекращения некоторых ранее предлагаемых медицинских услуг, но что организация быстро передислоцируется, чтобы сосредоточиться на предоставлении общей неотложной помощи тем, кто может в ней нуждаться.
«Мемориал» охарактеризовал вторжение как «преступление против мира и человечности» и заявил, что оно «остаётся позорной главой в истории России».
Глава отдела Восточной Европы и Центральной Азии «Репортёров без границ» Жанна Кавелье заявила, что «мы знакомы с методами России. Журналисты являются главными мишенями, как мы видели в Крыму с момента его аннексии в 2014 году, а также на территориях, контролируемых поддерживаемыми Кремлём сепаратистами в Донбассе», и призвала «российские и украинские власти соблюдать свои международные обязательства в отношении защиты журналистов во время конфликтов».

## Отдельные политические силы

### Беларусь
Лидер белорусской оппозиции Светлана Тихановская осудила неспровоцированную российскую агрессию и участие Беларуси во вторжении и призвала международное сообщество как можно скорее ввести санкции против режима Лукашенко. Она приветствовала участие беларусов в защите Украины, в частности, принятие присяги батальоном добровольцев имени Кастуся Калиновского. К осуждению присоединилась Рада Белорусской народной республики. В феврале 2022 года в ряде белорусских городов прошли митинги против войны и в поддержку Украины. Только на пикете у здания белорусского генштаба были задержаны 150 человек.

### Боливия
Бывший президент и лидер оппозиции Карлос Меса осудил российское вторжение как империалистическое и потребовал от правительства официально заявить о неприемлемости агрессии. Схожую позицию занял бывший президент Хорхе Кирога, который призвал социалистов XXI века и чавистов встать на защиту суверенитета Украины. Ещё один бывший президент Эво Моралес обвинил США в провоцировании России на вторжение в Украину.

### Бразилия
Вице-президент Бразилии генерал Антониу Амилтон Моуран провёл аналогии между действиями России на Украине и стратегией нацистской Германии и заявил, что Бразилия не приемлет вторжения, призвав к введению против Российской Федерации мер, выходящих за рамки санкций. С осуждением вторжения выступили кандидаты в президенты Бразилии на грядущих выборах Сиро Гомеш (Демократическая рабочая партия), Жоао Дориа (Бразильская социал-демократическая партия), Сержио Моро (Подемос (Бразилия) и Симоне Тебет (Бразильское демократическое движение) осудили вторжение на Украину. Лула (также кандидат в президенты на момент начала вторжения) ограничился нейтральными заявлениями. 19 июля 2023 года президент Бразилии Луис Инасиу Лула да Силва заявил, что мир устал от войны России на Украине, призвав конфликтующие страны к заключению мирного соглашения. Лула избегает называть Москву главным виновником конфликта, говоря, что Владимир Зеленский и Джо Байден разделяют вину в том, что не смогли договориться с Путиным.

### Великобритания
Глава Лейбористской партии и лидер оппозиции в британском парламенте Кир Стармер в выступлении перед Парламентом заявил о солидарности с Украиной и призвал слушателей приготовиться к трудностям, которые придётся пройти, чтобы дать Владимиру Путину урок, который другие европейские тираны выучили в XX веке. Предложенные им меры были в дальнейшем приняты европейским сообществом: отказ от российских энергоносителей, усиление НАТО для защиты стран Восточной Европы, санкции, заморозка российских активов, отключение российских банков от SWIFT и т. д.

### Венесуэла
Оспариваемый президент и лидер оппозиции Хуан Гуайдо осудил российское вторжение и поддержку этой агрессии действующим президентом Николасом Мадуро.

### Греция
Коммунистическая партия Греции осудила «империалистическую войну» на Украине, не поддерживая и Украину (как «буржуазную страну») и призывая к ведению только «классовых войн», выпустив соответствующее обращение, которое также подписали Коммунистические партии Испании, Турции (Коммунистическая партия Турции) и Мексики.

### Испания
Испанские ультраправые, традиционно симпатизирующие Владимиру Путину, заняли более нейтральную позицию, чем остальные политические силы. Тем не менее, они поддержали военные поставки Украине и помощь украинским беженцам. Более того, они персонально осудили Владимира Путина и критиковали официальные власти страны за непубличные связи с Россией и критику НАТО. Крайне левые политики в целом поддержали военную помощь Украине и санкции против российских элит, но партия «Подемос» выступала против поставок оружия Украине и занимала критическую позицию по отношению к НАТО.

### Италия
Итальянские правые партии, многие из которых традиционно считались сторонниками Владимира Путина, осудили российское вторжение, но настаивали, что Украина должна пойти на компромиссы для скорейшего достижения мира и возобновления итальянских экономических отношений с Россией. Друг Владимира Путина, экс-премьер Италии Сильвио Берлускони в непубличных беседах оправдывал российского вторжения, повторяя нарративы российской пропаганды об украинской агрессии на востоке страны.

### Мексика
Коммунистическая партия Мексики подписала обращение с компартиями Турции, Греции и Испании, где осуждает «империалистическую войну на Украине».

### Словакия
Голос — Социал-демократическая партия выступила с заявлением о «единодушном осуждении российского вторжения».

### Уругвай
«Широкий фронт», основная оппозиционная партия страны, выразил озабоченность военной эскалацией, сожаление о возможных последствиях войны для обеих стран и мирового сообщества, а также призвал к сдержанности, диалогу и разрешению конфликта в рамках Уставе Организации Объединённых Наций и других норм международного права.

### Франция
Депутат Национального собрания Франции Марин Ле Пен выступила с осуждением российского вторжения.

### Япония
Председатель Коммунистической партии Японии Кадзуо Сии осудил нарушение Россией устава ООН и угрозы ядерным оружием. Демократическая народная партия также выступила с осуждением российского вторжения.

## Города
Ряд городов-побратимов различных российских городов выступили с антивоенными заявлениями или приостановили взаимоотношения.
В знак солидарности с Украиной, многие мировые достопримечательности были подсвечены цветами украинского флага. В их числе Эмпайр-стейт-билдинг, Ассамблея штата Нью-Йорк, Лондонский глаз, Эйфелева башня, Рыбацкий бастион, Колизей, Палаццо Марино, колонна Нельсона, Людвигсбургский дворец, Андреевский собор, стадион Уэмбли, здание Секретной разведывательной службы, Бранденбургские ворота, Даунинг-стрит 10, Сент-Джордж-Холл, достопримечательности Мельбурна, включая вокзал Флиндерс; Братиславский замок, Петршинская башня, мэрия Сараево, Моле-Антонеллиана, башня Реюньон, здания МИД Дании и Чехии и др.

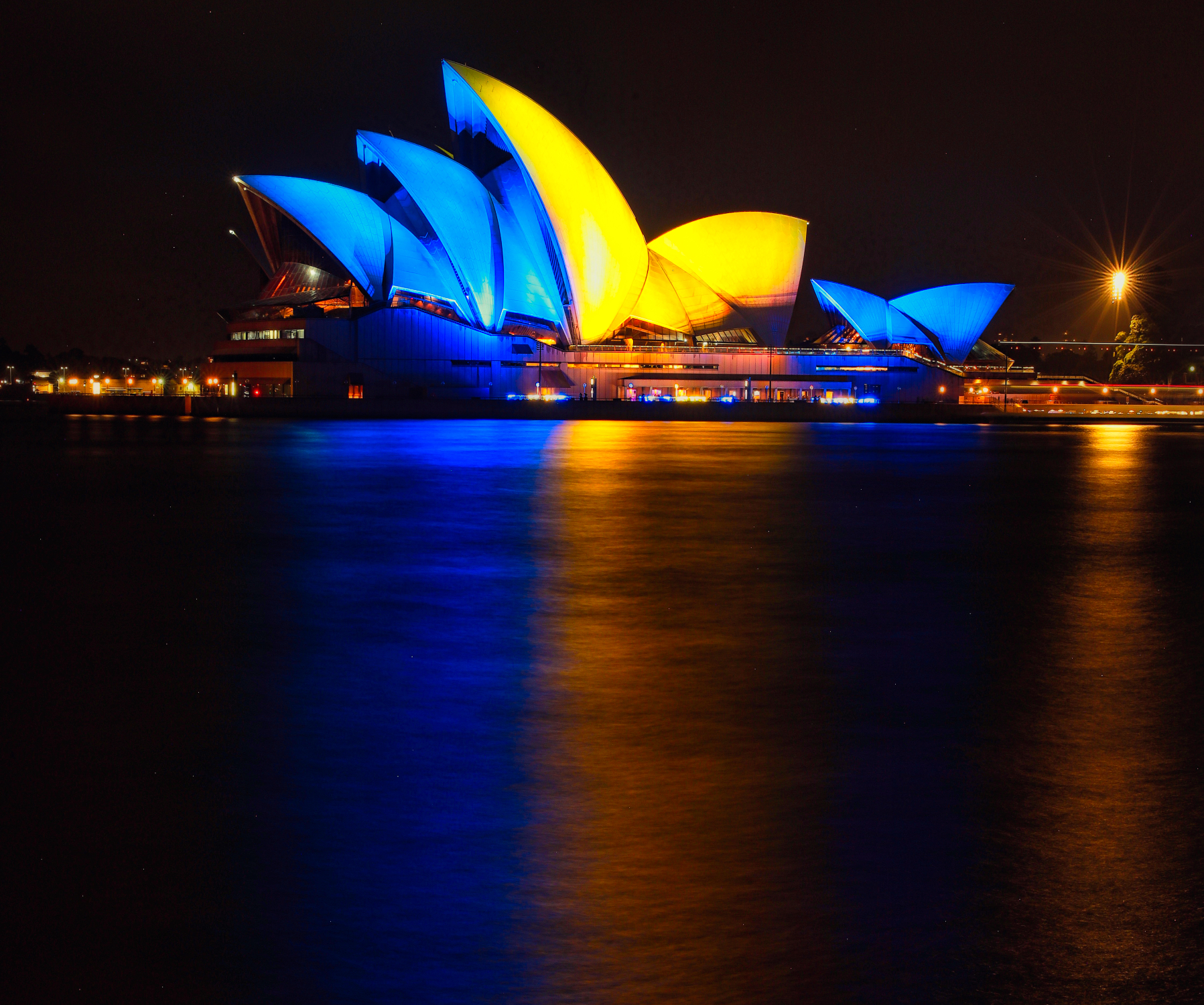
Австралия
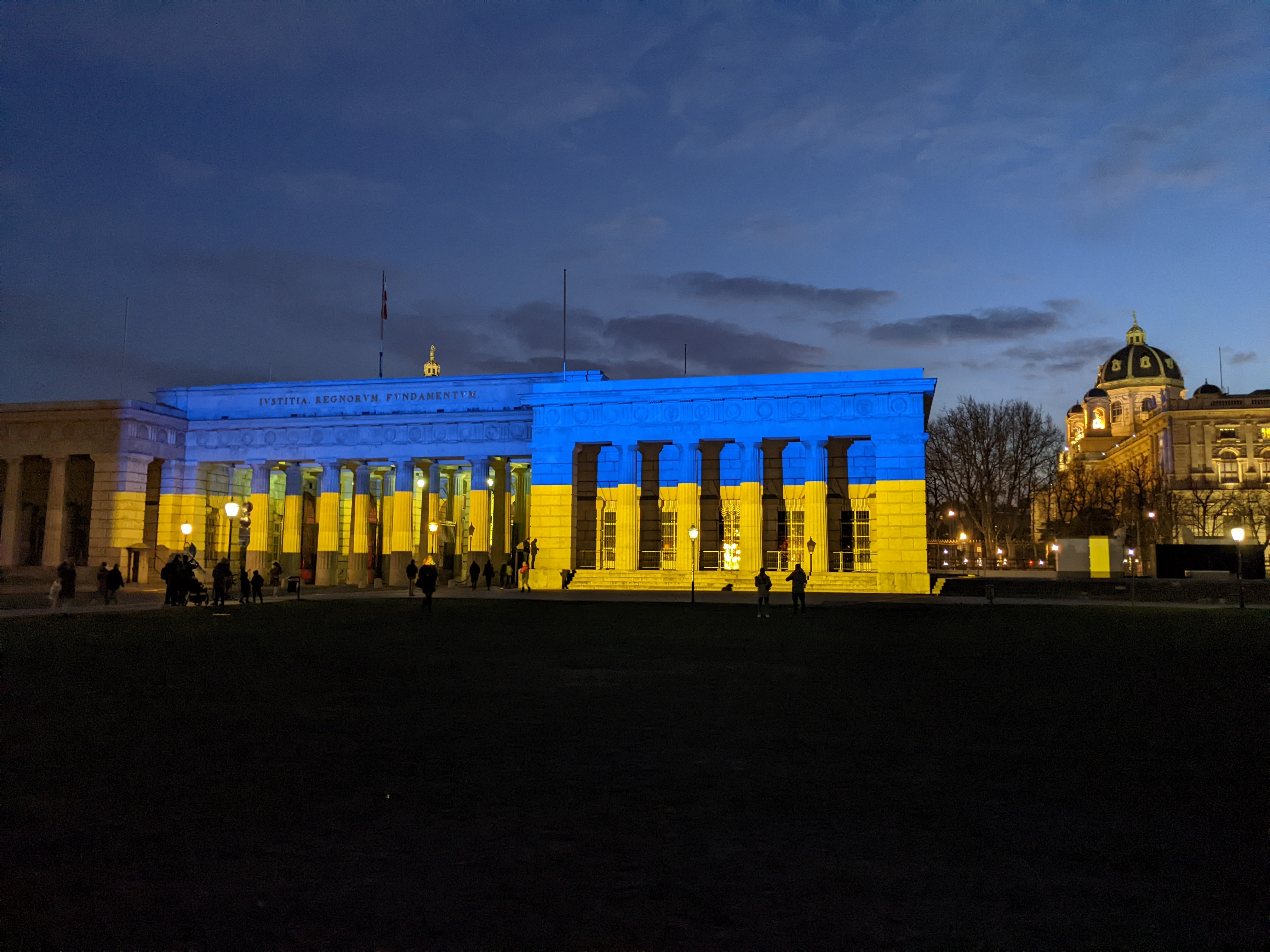
Австрия
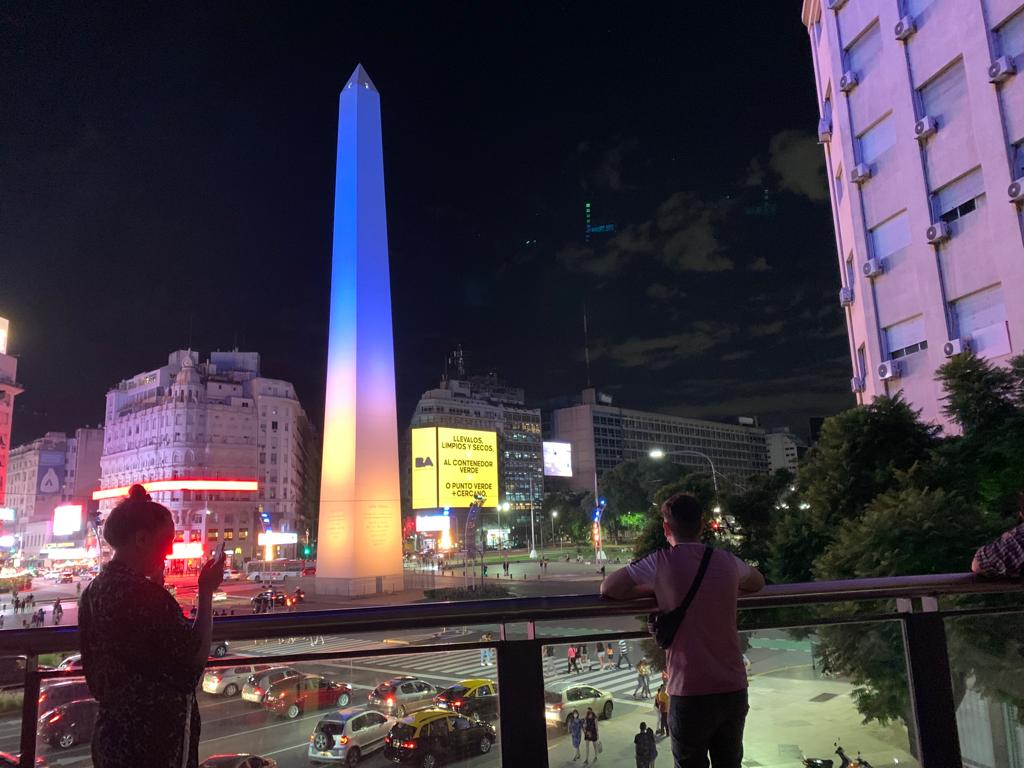
Аргентина
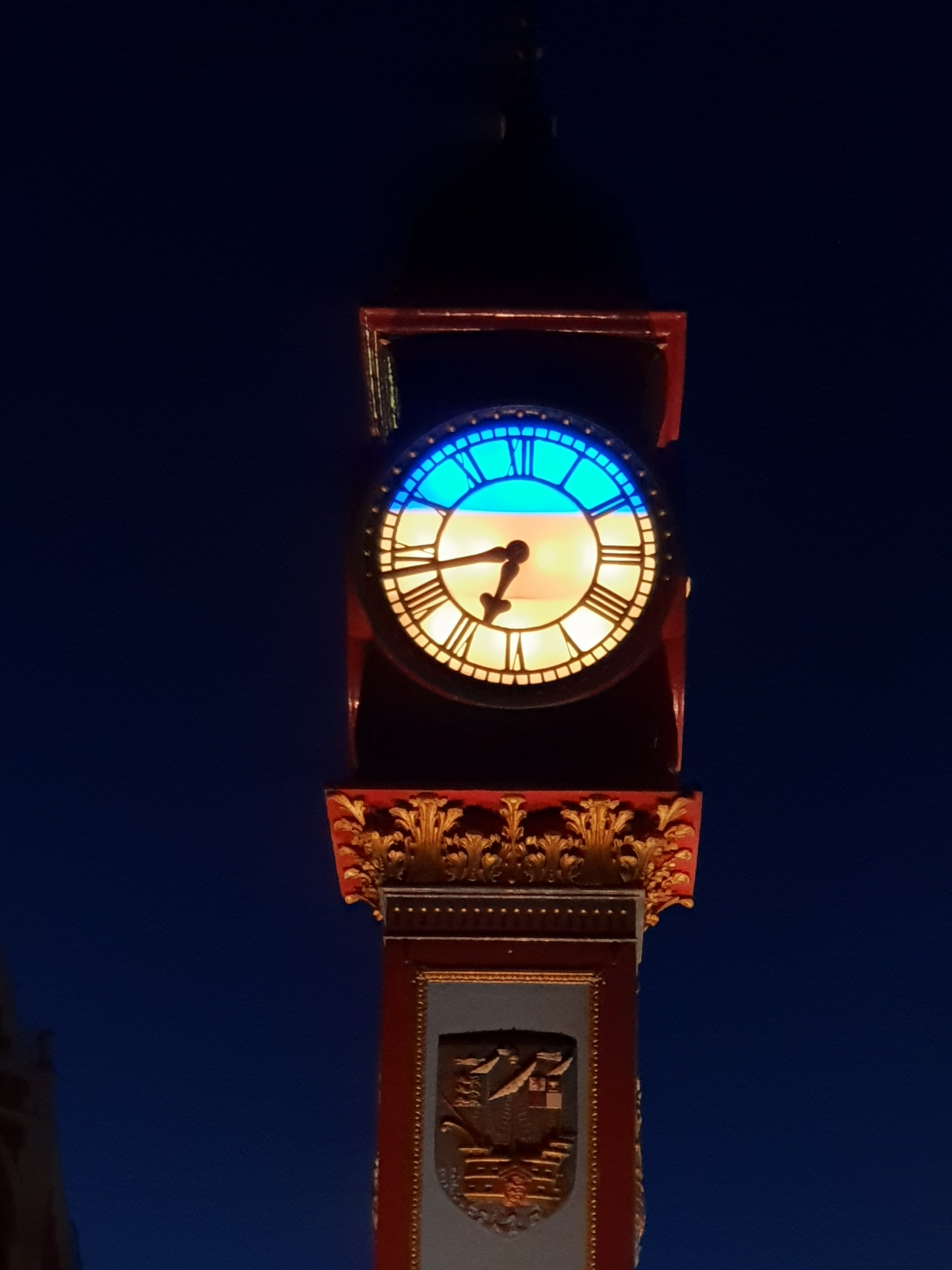
Великобритания
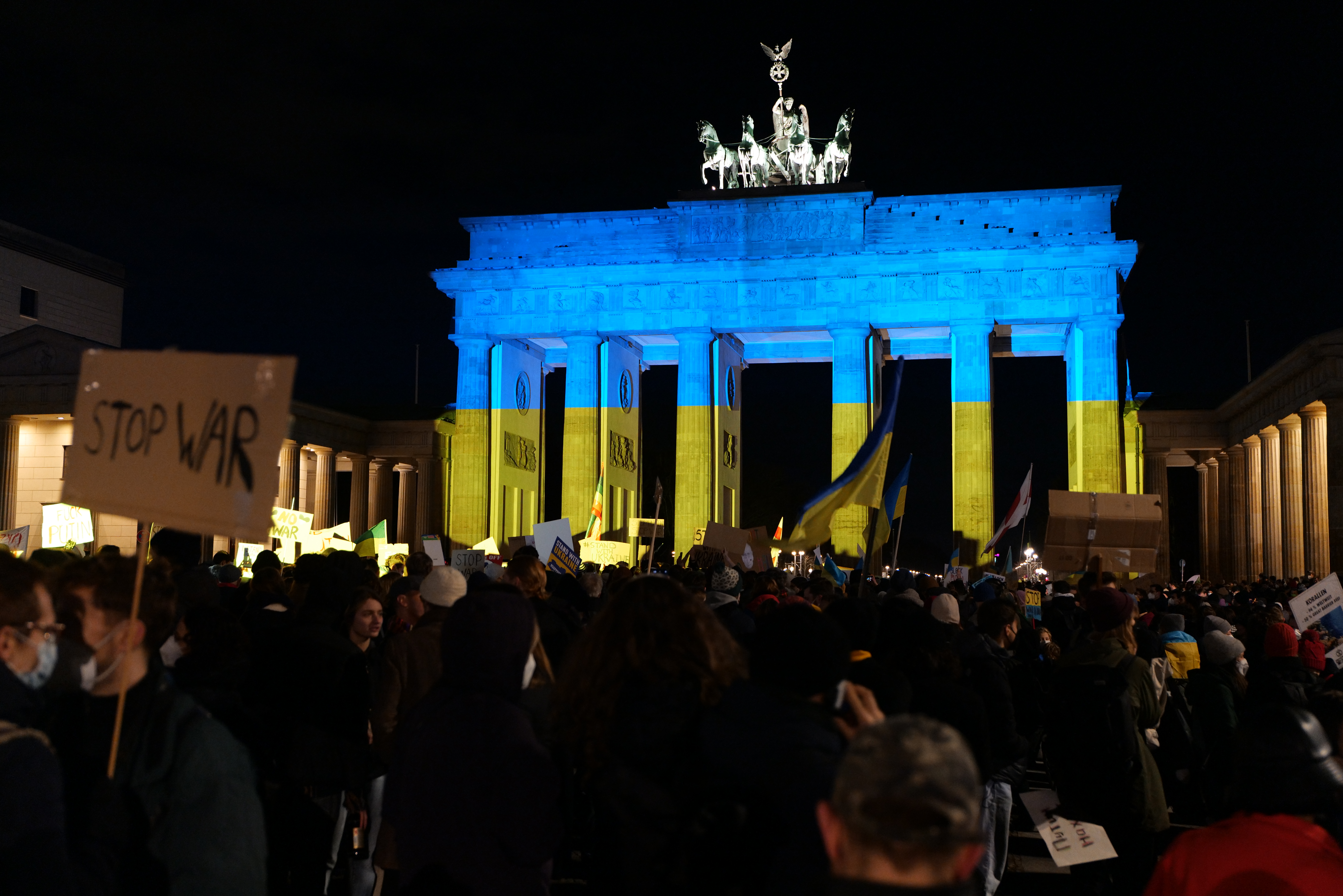
Германия
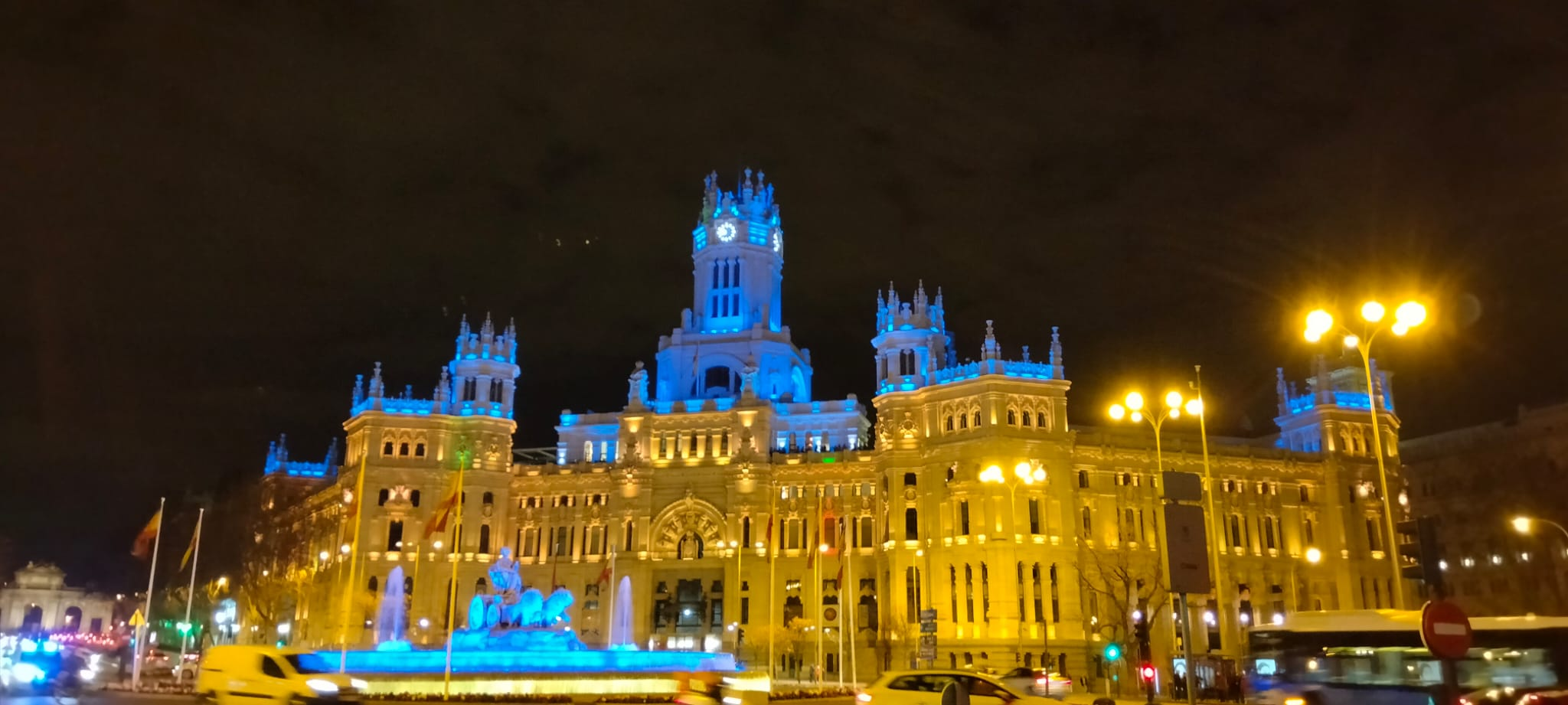
Испания
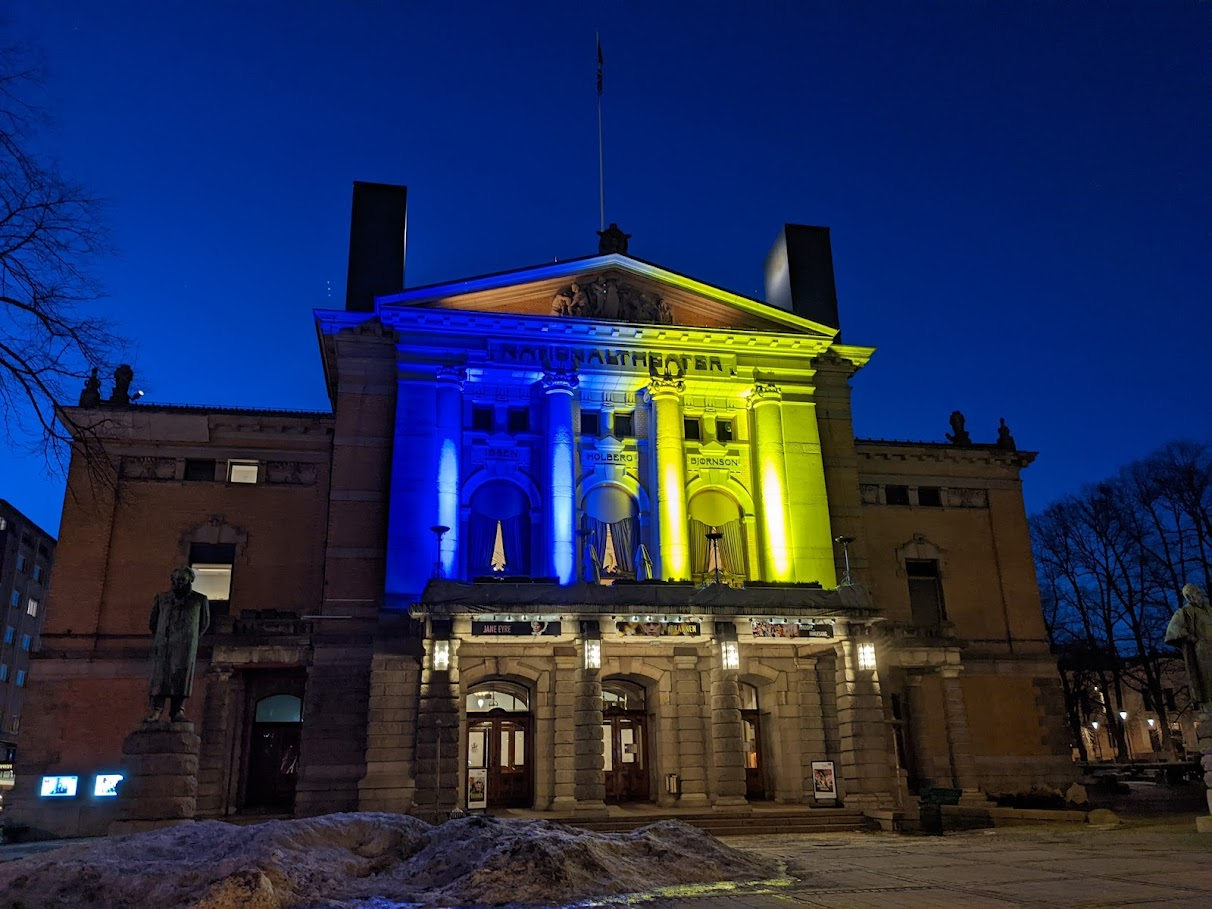
Норвегия
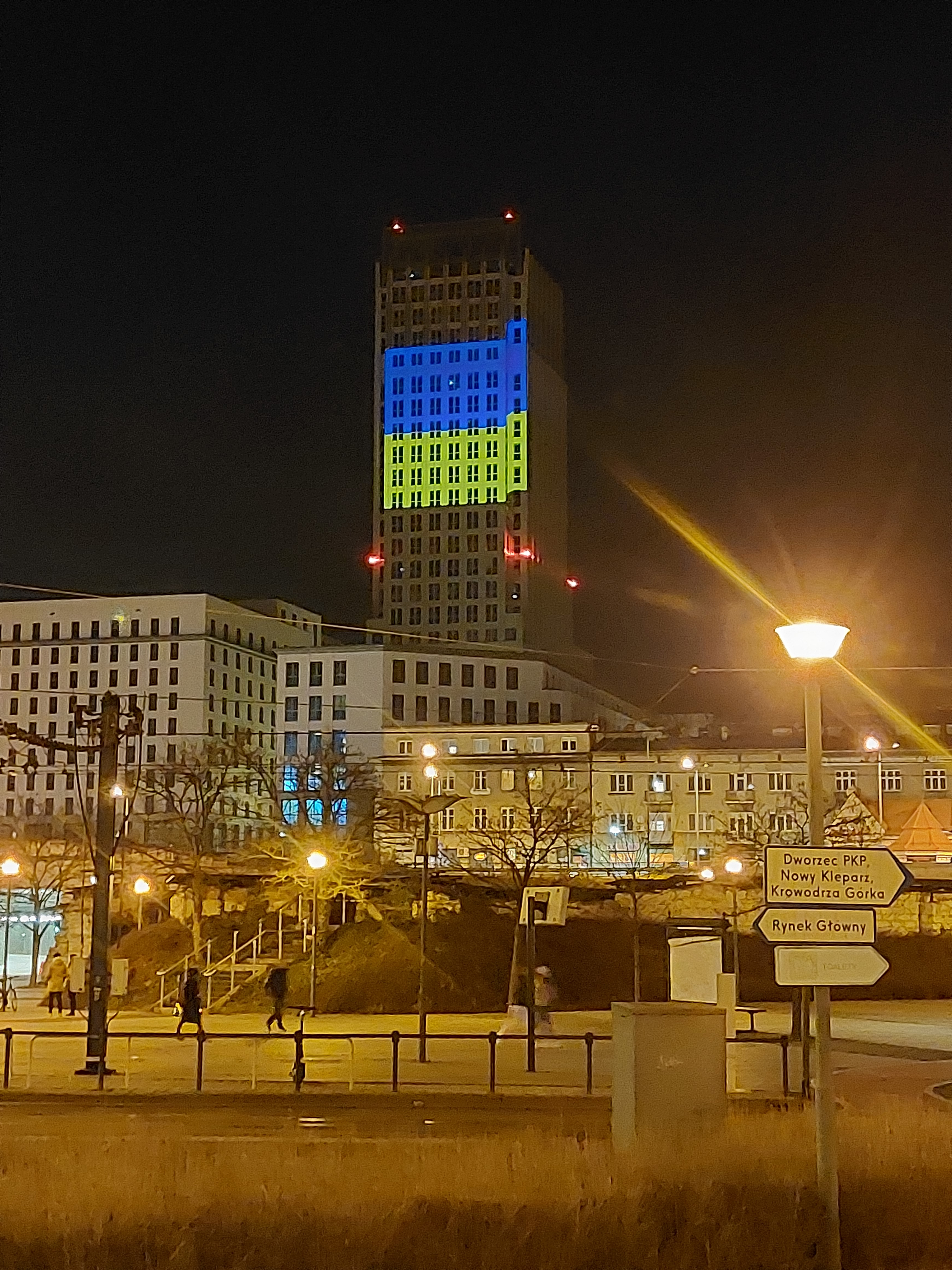
Польша
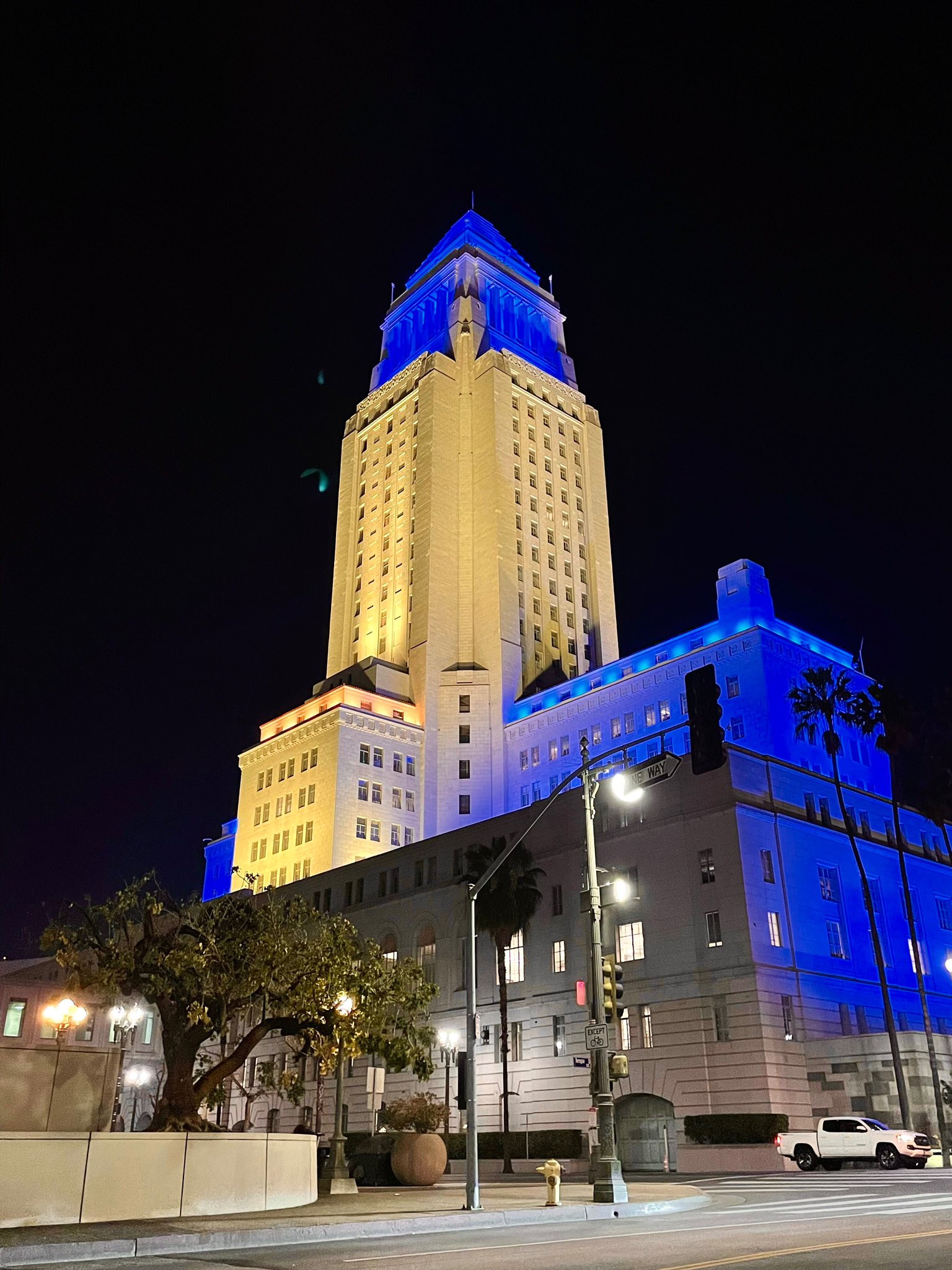
США
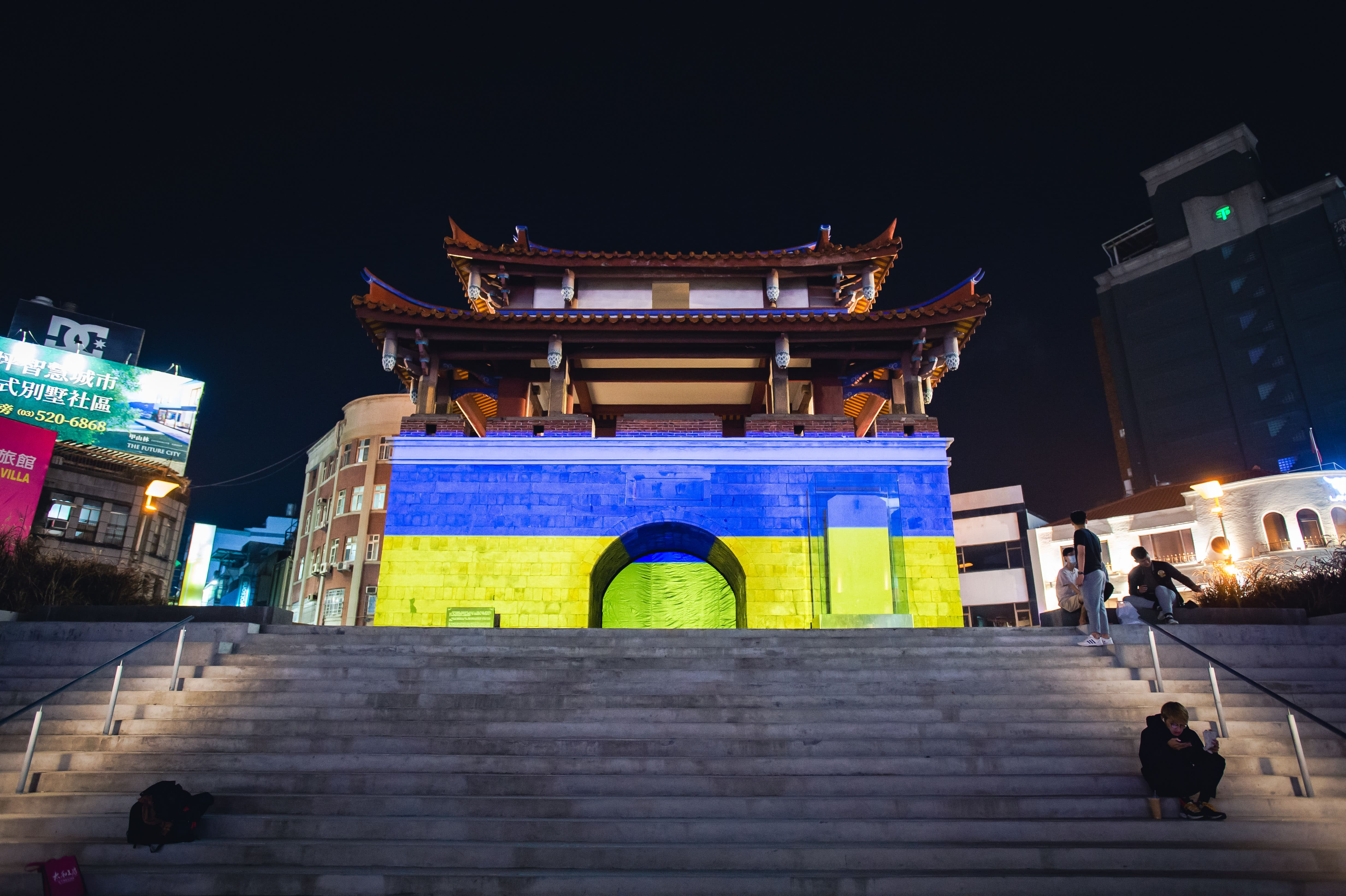
Тайвань
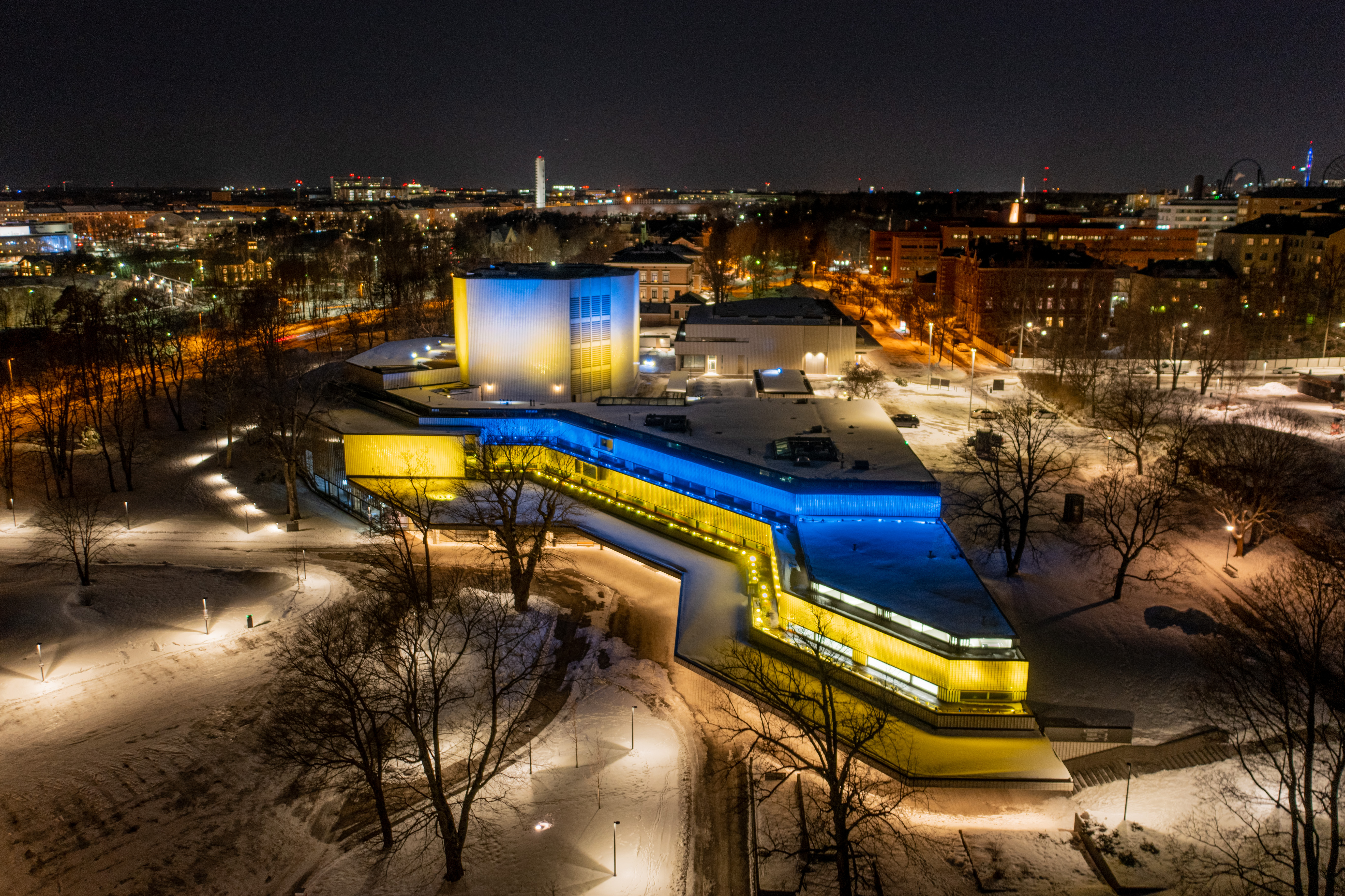
Финляндия
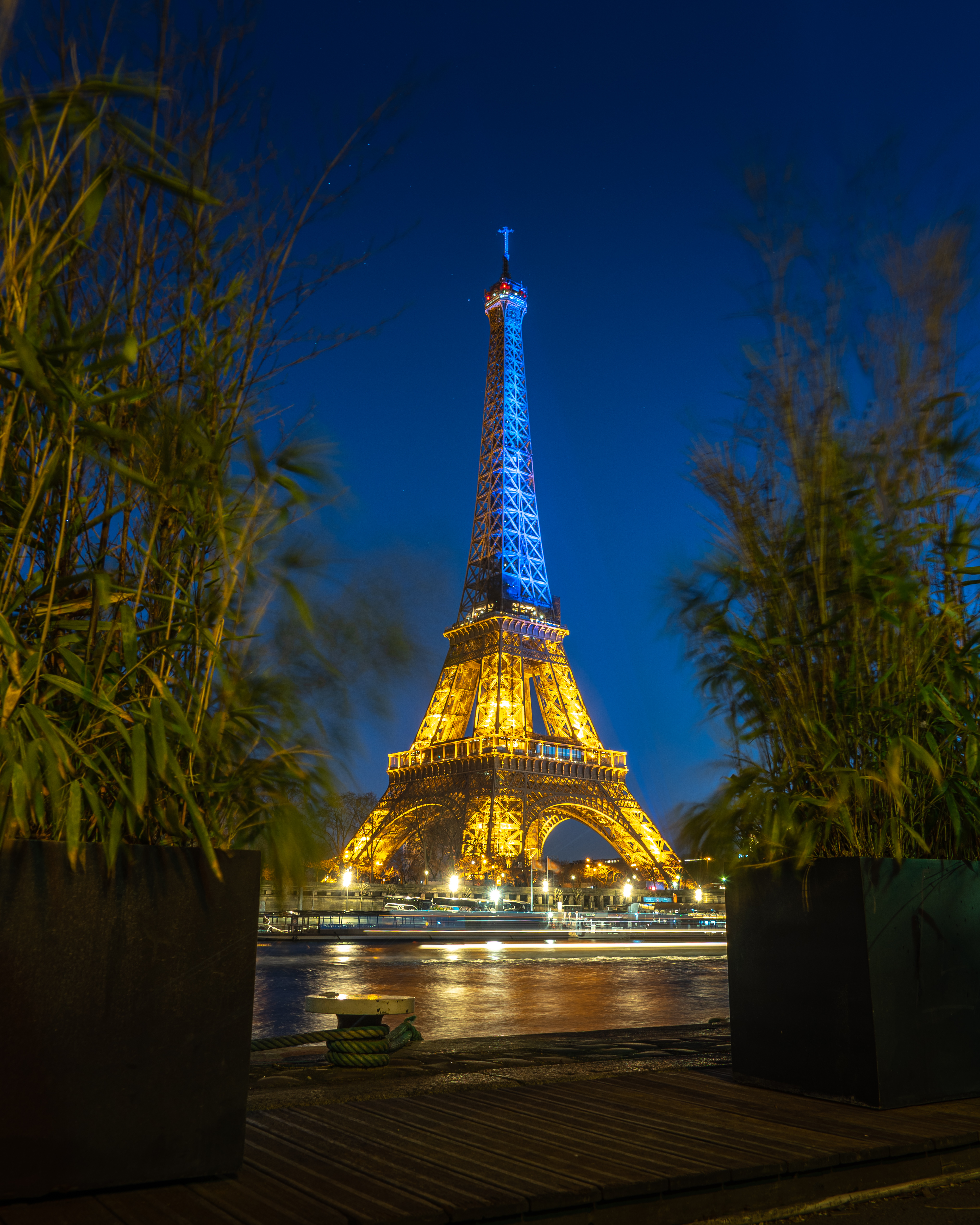
Франция
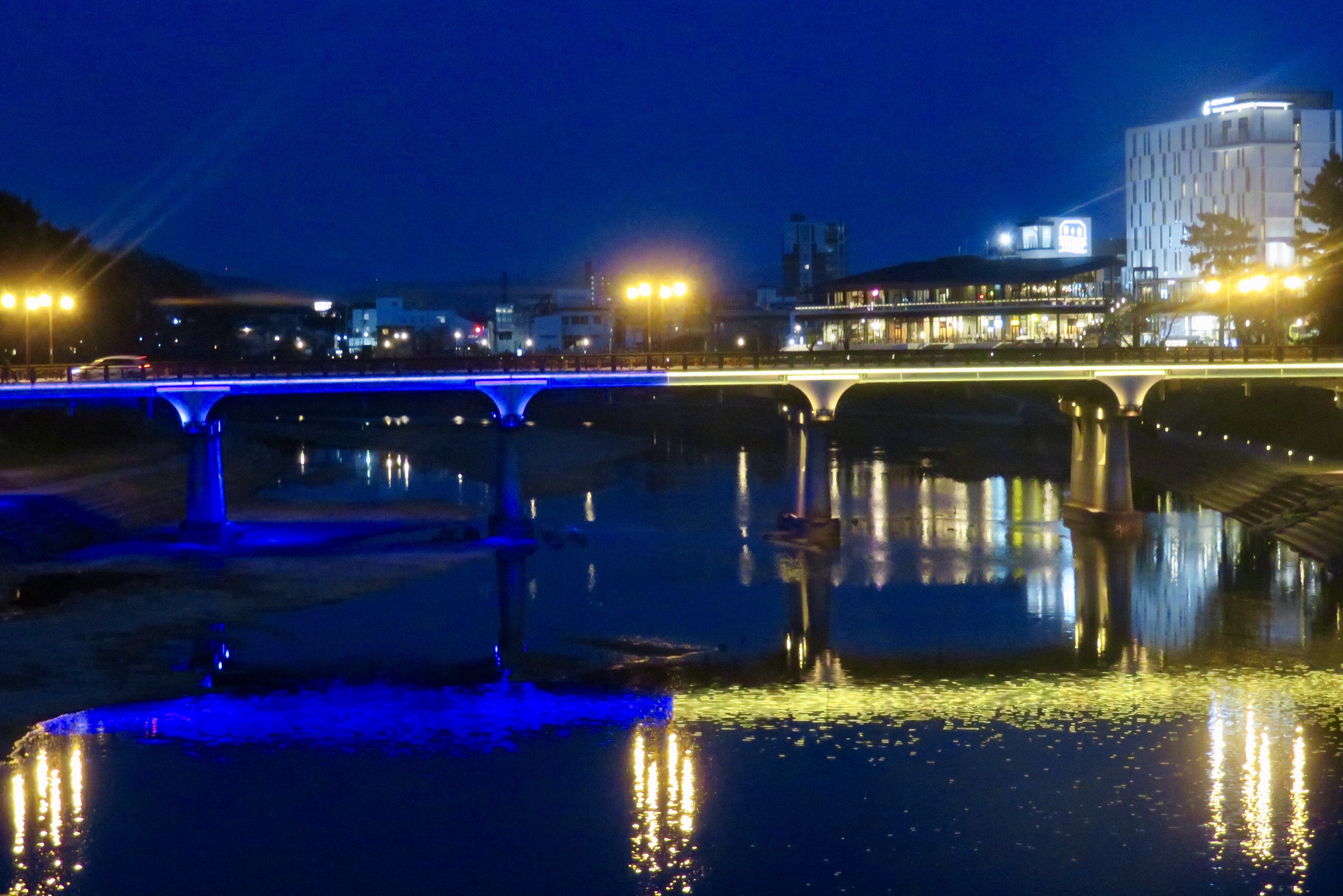
Япония

## Бизнес
В знак протеста против вторжения на Украину многие компании, в том числе ряд крупнейших мировых корпораций, решили покинуть российский рынок. Йельская школа менеджмента по состоянию на 26 августа 2022 насчитывает более 1000 компаний, заявивших о полном или частичном уходе из России (сверх действий, требуемых международными санкциями). Расчёты «Forbes» показывают, что международные компании, заявившие (по состоянию на середину марта) о частичном или полном уходе из России в связи с ситуацией на Украине, обеспечивают работой более 200 000 человек в стране.
Техника и оборудование
Американский предприниматель и инженер Илон Маск публично поддержал Украину и тех россиян, которые выступают против войны. Маск предоставил Украине доступ к системе спутникового интернета Starlink и отправил в страну две партии терминалов Starlink, аккумуляторы, адаптеры питания для автомобильных зажигалок, солнечные батареи и генераторы. Кроме того, компания Tesla планирует не менее 3 месяцев сохранять зарплату украинским сотрудникам, если они отправятся на войну.
Соцсети и видеохостинги
Компания Meta (материнская компания Facebook и Instagram) осудила Россию, разрешив пользователям своих соцсетей в некоторых странах призывать к насилию в отношении российских военных. Ещё 4 марта Роскомнадзор заблокировал Twitter и Facebook, а 14 марта — Instagram. 21 марта Тверской суд Москвы запретил деятельность компании Meta в России, объявив её экстремистской. Пользователей, по словам представителя Генпрокуратуры, наказывать не будут.

## Наука
Более 200 нобелевских лауреатов подписали открытое письмо с призывом немедленно прекратить военные действия на Украине, а ещё некоторые выступили с отдельными заявлениями. В открытом письме они сравнили действия Владимира Путина с нападением Германии на Польшу в 1939 году и на СССР в 1941. Лауреаты осудили как сами военные действия, так и отрицание Путиным легитимности существования Украины. Письмо опубликовано на английском, русском и украинском языках.

## Культура

### Организации
Организация культурного наследия Europa Nostra, Европейская ассоциация археологов, Национальные институты культуры Европейского союза и Сеть европейских музейных организаций также выступили с заявлениями, осуждающими вторжение и призывающими к миру.
Королевский оперный театр в Лондоне отменил запланированные на лето гастроли Московского балета Большого театра. Россиянин Семён Бычков, музыкальный руководитель Чешской филармонии, выступил с критическим заявлением в адрес Путина. Чикагский симфонический оркестр и Берлинский филармонический оркестр посвятили выступления пострадавшим от российского вторжения.
Власти Мюнхена уволили Валерия Гергиева, последовательного сторонника Владимира Путина, с поста режиссёра Мюнхенской филармонии за отказ четко и недвусмысленно дистанцироваться от жестокой агрессивной войны. Аналогично от сотрудничества с ним отказались Баварская опера, «Карнеги-холл», Венский филармонический оркестр, Роттердамский филармонический оркестр и «Ла Скала».

### Персоналии
Американский актёр и режиссёр Шон Пенн снял в Украине документальный фильм о сопротивлении страны российской агрессии «Суперсила», премьера которого прошла в рамках 73-го Берлинского кинофестиваля.
В поддержку Украины выступила немецкая группа Rammstein. Pink Floyd вместе с украинским музыкантом Андреем Хлывнюком выпустили песню Hey, Hey, Rise Up!, а Стинг опубликовал новую запись своей песни Russians, написанной в 1985 году во время холодной войны. Британский певец Марк Алмонд записал англоязычную кавер-версию украинской песни «Ніч яка місячна», средства от распространения которой должны были пойти в помощь жителям Украины.

## Религиозные организации

### Католики
После начала войны Папа римский Франциск нарушил протокол, лично посетив посольство России в Ватикане, чтобы выразить свою озабоченность российским вторжением (в обычной ситуации послы стран посещают резиденцию Папы по его приглашению). По дипломатическим каналам Папа передавал просьбу о встрече с Путиным, российские власти её проигнорировали.
В выступлениях Папа осуждал войну и развязавшего её человека, «замкнутого в анахроничных притязаниях националистических интересов», сравнивал российскую агрессию против Украины с Голодомором, который характеризовал как геноцид (речь о массовом голоде, который был искусственно создан советской властью и унёс несколько миллионов жизней украинцев в 1930-х годах), сокрушался об убийстве мирных жителей в Буче, призывал к переговорам и перемирию. Понтифик отмечал, что российское вторжение нарушает право наций на самоопределение, но советовал отказаться от оценок в категориях «чёрного» и «белого».
В середине марта 2022 года Папа провёл 40-минутную беседу о российском вторжении с главой РПЦ Патриархом Кириллом. Позднее в интервью понтифик рассказывал, что в течение 20 минут российский патриарх с листа зачитывал оправдания вторжения. Сам Папа, по его словам, убеждал Кирилла искать пути к миру, говорить на языке Иисуса, а не языке политики, и отмечал, что патриарх не может опуститься до положения путинского алтарника.

### Протестанты
Объединение протестантских церквей Европы от лица 94 лютеранских, методистских, реформаторских и юнитаринских церквей из более чем 30 стран Европы и Южной Америки (включая Россию и Украину), последователями которых являются около 50 млн верующих, осудило российское вторжение в Украину как нарушение международного права и прав человека и источник страданий. Церкви объединили усилия для гуманитарной, финансовой и логистической помощи жертвам войны и приёма беженцев в своих общинах.

### Православные
Русская православная церковь в лице патриарха Кирилла последовательно выступала в поддержку политики Владимира Путина, оправдывала войну и транслировала российские пропагандистские нарративы, что оттолкнуло от неё другие православные церкви и собственные зарубежные епархии.
Православная церковь Молдовы выступала с призывами к миру, но прямо не осуждала Россию до скандала, связанного с возможным участием митрополита Владимира в литургии в Троице-Сергиевой лавре, где молились за «святую Русь» и о здравии президента России. Предстоятель УПЦ МП Онуфрий осудил Россию, а в мае 2022 года Поместный собор формально разорвал связи с РПЦ. Латвийская православная церковь осудила российское вторжение, в сентябре 2022 года Сейм Латвии формально вывел церковь из подчинения РПЦ, а в октябре собор ЛПЦ направил патриарху Кириллу просьбу о канонической автокефалии. Глава Эстонской православной церкви МП Евгений подписал заявление Совета церквей Эстонии с осуждением военной агрессии России. Многие священники РПЦ за границей осудили вторжение, некоторые — перешли на служение в другие церкви.
Вселенский патриарх Варфоломей I осудил российское вторжение, а позднее возложил на руководство РПЦ ответственность за преступления в Украине, отметив, что руководство РПЦ и светские власти России сотрудничали в осуществлении вторжения и насильственном вывозе украинских детей.

### Мусульмане
Российские мусульманские организации в основном поддержали войну, антизападную риторику и пропагандистские нарративы. Глава Центрального духовного управления мусульман Талгат Таджуддин выпустил фетву, которая объявила всех погибших на войне российских мусульман шахидами. Среди духовных лидеров только Равиль Гайнутдин выступил с призывами к миру. Мусульманские лидеры других стран заняли менее радикальную позицию. Так Управление мусульман Узбекистана однозначно запретило мусульманам объединяться с немусульманами, чтобы бороться против других немусульман.

### Буддисты
Далай-лама XIV заявил, что глубоко опечален конфликтом и призвал к миру и взаимопониманию. По его словам, война ныне устарела, и единственный путь — ненасилие.

### Прочие религиозные организации
Зонтичные организации Евродиакония, объединяющая христианские организации, и Европейская гуманистическая федерация, выступающая с позиций светского гуманизма и секуляризма, также осудили вторжение и призвали к миру.

## Спорт

### Организации
Международный олимпийский комитет осудил "нарушение олимпийского перемирия, которое длится с начала Олимпиады, в течение Паралимпиады и неделю после их окончания. 26 февраля 2022 года Исполком МОК рекомендовал спортивным федерациям отменить все спортивные мероприятия в России и Беларуси и запретить использование их флагов.
Участие российских сборных и команд (за исключением отдельных спортсменов, выступающих за иностранные команды) в соревнованиях запретили международные федерации по хоккею, футболу, волейболу (в том числе пляжному), баскетболу, регби, современному пятиборью, лёгкой атлетике, биатлону, лыжным видам спорта, конькобежным видам спорта, парусному спорту, бадминтону, гребле (на байдарках и каноэ, академической гребле и гребному слалому), триатлону, бейсболу, софтболу, настольному теннису, стрелковому спорту, хоккею на траве (соревнования под эгидой Европейской федерации), гандболу (соревнования под эгидой Европейской федерации), теннису (в командных турнирах) и любительским смешанным боевым искусствам. В 2022 году Уимблдонский турнир не допустил к участию спортсменов из России и Беларуси.

### Спортсмены и команды
«Формула-1» отменила гран-при 2022 года в Сочи. Команда F1 «Хаас» разорвала контракт с Никитой Мазепиным (сыном близкого к Путину российского олигарха Дмитрия Мазепина), а также расторгла спонсорское соглашение с «Уралкалием». Также спонсорские контракты с российскими компаниями расторгли немецкий футбольный клуб «Шальке 04» и английский «Манчестер Юнайтед».
Вторжение отразилось на Континентальной хоккейной лиге (КХЛ). Из лиги вышли команды «Йокерит» (Хельсинки) и «Динамо» (Рига). Из клубов КХЛ и российской премьер-лиги к 5 марта 2022 года уволились 14 иностранных спортсменов. Футбольные клубы «Краснодар» и «Локомотив» расторгли контракты с иностранными тренерами и игроками.
В первые дни после начала вторжения сборные Польши, Чехии и Швеции по футболу, а также сборные Швеции и Финляндии по хоккею объявили бойкот соревнованиям в России и играм против российской команды (впоследствии Россия была отстранена от соревнований в этих видах спорта).
С личной просьбой остановить войну к Путину обратился легендарный 81-летний футболист Пеле (Эдсон Арантис ди Насименту), входящий в список ста наиболее влиятельных людей мира по версии журнала Time.